# Pouancé
Ne doit pas être confondu avec Pouançay.
Pouancé est une ancienne commune française, située dans le département de Maine-et-Loire, dans la région des Pays de la Loire. Elle est le chef-lieu du canton de Pouancé. Ses habitants sont appelés les Pouancéens.
Depuis le 15 décembre 2016, le territoire appartient à la commune d'Ombrée d'Anjou.
Située à l'extrémité nord-ouest du département de Maine-et-Loire, Pouancé marque depuis le Moyen Âge une véritable frontière entre la Bretagne et l'Anjou. Cette position stratégique lui vaut la dénomination de « porte de l'Anjou aux Marches de Bretagne ». Étant l’une des 32 villes closes de l'Anjou, elle a conservé une partie de son patrimoine médiéval malgré les nombreux sièges de la guerre de Cent Ans et du conflit franco-breton. En dépit de l'arrêt des forges dont l'activité employait des centaines de personnes au milieu du XIXe siècle, la commune parvient à maintenir sa population stable, évitant l'exode rural.
Traversée par la D 775 reliant Angers à Rennes et jouissant d'une position centrale vis-à-vis des principaux centres urbains du Grand Ouest, Pouancé est aujourd'hui le centre administratif, culturel et économique de l'ancien canton de Pouancé, hébergeant plus de 130 entreprises et près d'une centaine d'exploitations agricoles.

## Géographie

### Situation

Localisation de la commune de Pouancé en Maine-et-Loire.

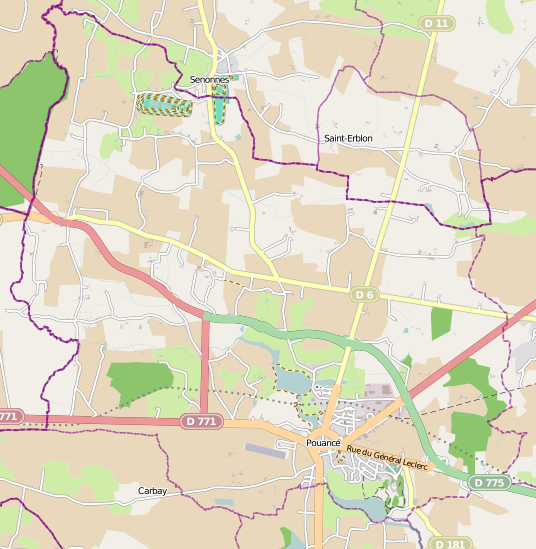
Carte du territoire de la commune de Pouancé.

La commune de Pouancé est située dans la région des Pays de la Loire, à l'ouest du département de Maine-et-Loire, faisant face à trois départements : la Mayenne au nord, l'Ille-et-Vilaine au nord-ouest et la Loire-Atlantique à l'ouest. La commune se situe dans le territoire du Haut-Anjou, qui marquait autrefois la limite de l'Anjou face à la Bretagne et au Maine. Elle occupe une position centrale par rapport aux préfectures des départements avoisinants, se situant à 65 km de Nantes et de Rennes, 60 km d'Angers et 48 km de Laval. Ces métropoles sont secondées par Châteaubriant, distante de 17 km, Segré, à 25 km, et Château-Gontier, à 40 km.

### Géologie et hydrographie

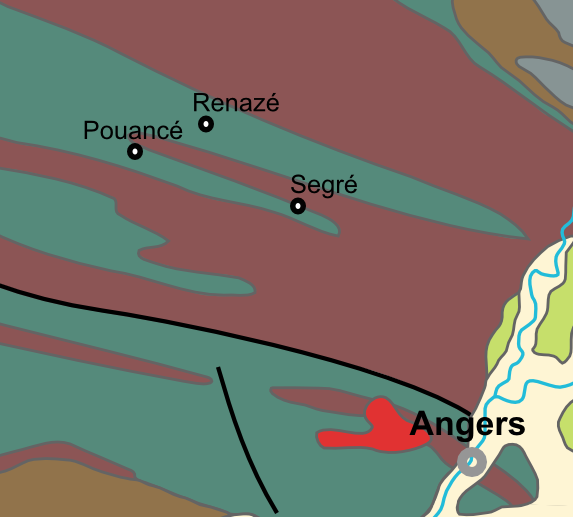
Synclinaux de Segré et de Renazé. En bleu, les formations de l'ordovicien dans lesquelles se trouve du schiste ardoisier.

Le territoire de la commune est entièrement situé dans le massif armoricain. La commune s’est développée sur une formation schisteuse comme en témoignent les affleurements de schistes de l'Ordovicien supérieur que l’on rencontre facilement autour de la commune. Géologiquement parlant, Pouancé se situe à la confluence des synclinaux de Segré et de Renazé. On trouve d’ailleurs des carrières d’ardoise dans les communes voisines de Renazé et Congrier en Mayenne, Combrée et Noyant-la-Gravoyère en Maine-et-Loire et Juigné-des-Moutiers en Loire-Atlantique. Ce schiste ordovicien est entouré de grès armoricain, riche en minerais de fer.
Le Semnon, grossi par le ruisseau des Senonettes, forme la limite nord de la commune avec l’Araize, qui traverse le territoire d’ouest en est. Pouancé est traversée par la Verzée, grossie par le ruisseau de Neuville, qui forme la limite ouest, et par le ruisseau des Écrevisses. La Verzée forme au nord-est l’étang de Saint-Aubin et de Saint-Jacques, puis l’étang de Pouancé au pied du château médiéval, et enfin, l’étang de Tressé qui marque la frontière sud avec la commune de La Prévière. En tout, la commune possède 66 ha d'étangs et de rivières. Les étangs de Saint-Aubin, de Pouancé et de Tressé sont classés en zone naturelle d'intérêt écologique, faunistique et floristique (ZNIEFF).

### Relief et paysage

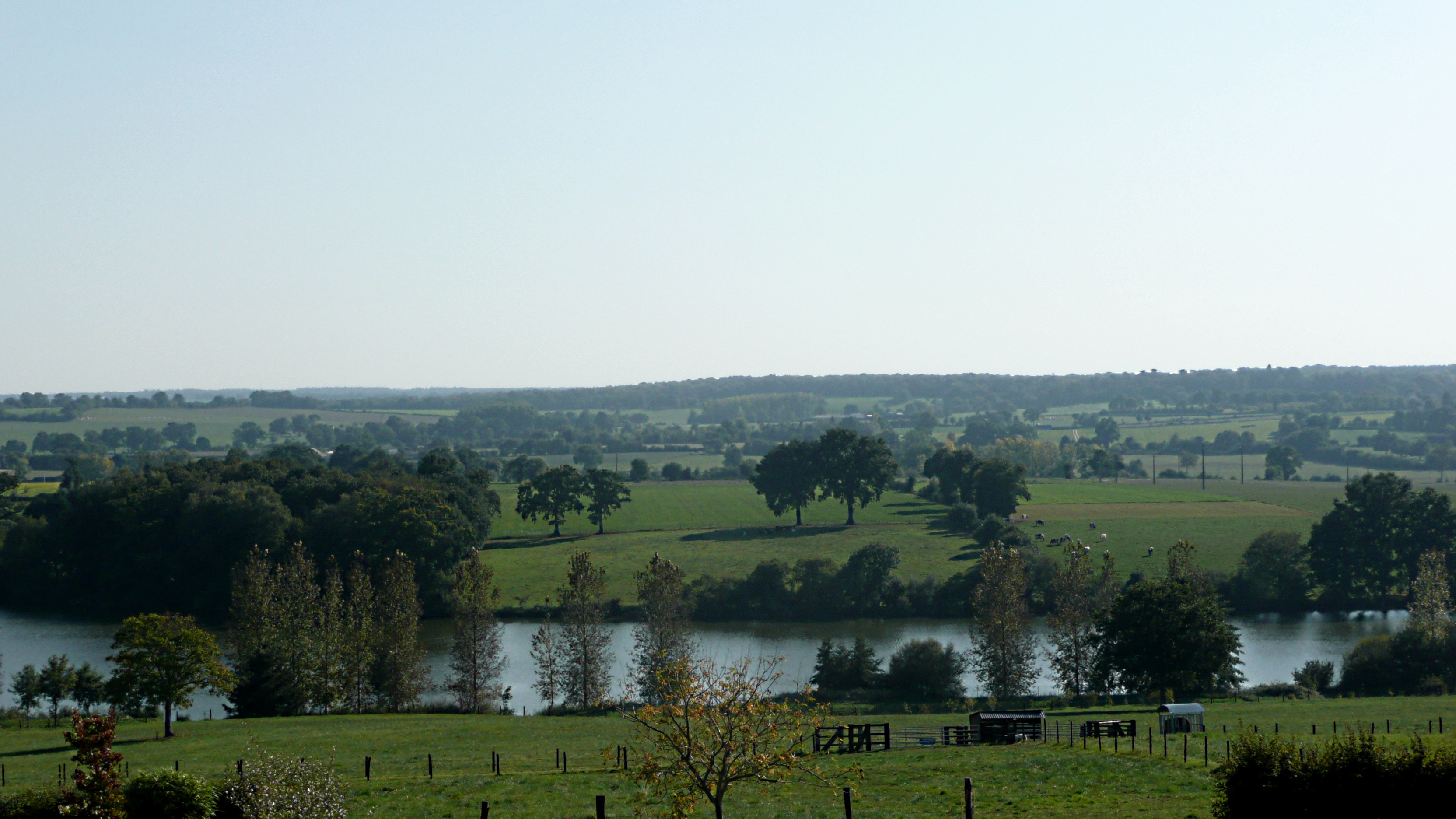
Paysage des alentours de Pouancé. Entre deux lignes de crête se forme l'étang de Tressé, alimenté par la Verzée.

La superficie de la commune est de 4 897 hectares, l'altitude varie entre 48 et 108 mètres. Le point le plus bas se situe au niveau de l'étang de Tressé, tandis que l'altitude la plus élevée se trouve le long de la D 180 qui coupe la commune d'est en ouest. Le long de cette départementale, l'altitude dépasse les 100 mètres. Le château médiéval s'étend sur une altitude comprise entre 72 et 80 mètres, la Porte angevine à 88 mètres, tout comme la mairie. Les étangs de Pouancé et de Saint-Aubin sont environ à 60 mètres d'altitude, l'étang de Tressé, en aval de la Verzée, se trouve un peu plus bas, à moins de 55 mètres.
Pouancé fait partie de l'unité paysagère du Segréen. Celui-ci se caractérise par un paysage vallonné, aux ondulations orientées d'est en ouest. Ces lignes de relief sont soulignées par un maillage bocager de qualité. La sous-unité paysagère du Pouancéen tient en ses lignes de crêtes, dénudées ou boisées, où le bocage tend à se densifier au fur et à mesure que l'on descend dans les vallons. Les villages se tiennent et s'étagent souvent en haut de ces crêtes. C'est le cas de Pouancé même, où la ligne de crête, que longe la D775, est uniquement brisée par le passage de la Verzée au niveau de la forteresse médiévale. L'Atlas des paysages du Maine-et-Loire parle de « mélancolie bretonne » pour caractériser le paysage.

### Climat
La région du Haut-Anjou est caractéristique de la « douceur angevine ». Le climat de Maine-et-Loire étant un climat de transition entre le climat océanique de la côte atlantique et le climat continental de la Touraine, les hivers y sont doux et les étés agréables. À l'arrivée des perturbations venant de l'océan Atlantique, le Haut-Anjou est en première ligne. Le nombre de jours avec précipitations y oscille entre 140 et 150 par an.

### Voies de communication et transports

#### Réseau routier
La route départementale 775 de Maine-et-Loire (ex-RN 775) à deux fois deux voies permet de dessiner l'axe Angers ↔ Segré ↔ Pouancé. Elle contourne la ville de l'est au nord-ouest. À terme, elle est censée relier les métropoles d'Angers et de Rennes en contournant les multiples villes et villages sur la route. La route départementale 771 (ex-RN 171) au départ de Châteaubriant en Loire-Atlantique, permet de traverser Pouancé d'ouest en est, vers Renazé et Craon en Mayenne, jusqu'à Laval. La départementale 6 de Maine-et-Loire part vers le nord et entre en Mayenne à Saint-Erblon pour devenir la départementale 11 en direction de Saint-Aignan-sur-Roë. Enfin, la départementale 878 de Maine-et-Loire (ex-RN 178BIS) se dirige vers le sud en direction de La Prévière puis passe en Loire-Atlantique avec Juigné-des-Moutiers, et continue en direction Ancenis.

#### Transports en commun
Deux lignes du réseau Anjou Bus passent par Pouancé. La ligne 1 fait le trajet Châteaubriant ↔ Pouancé ↔ Angers, et la ligne 10 fait le trajet Angers ↔ Pouancé ↔ Rennes. L'arrêt de bus se trouve à côté de la mairie. Le transport scolaire est également géré par le réseau AnjouBus du conseil général de Maine-et-Loire. Plusieurs navettes joignent les villages et hameaux du canton aux établissements scolaires. Deux autres lignes sont à disposition pour les lycéens, vers Segré et Châteaubriant. Les arrêts scolaires se trouvent place du Pilori dans le centre et sur l'avenue du Général-de-Gaulle,.

#### Réseau ferroviaire
Une station ferroviaire y fut inaugurée le 23 décembre 1877, sur la ligne de Sablé à Montoir-de-Bretagne, mais ferma en 1969, quatre ans avant la fermeture définitive de la ligne.

## Urbanisme

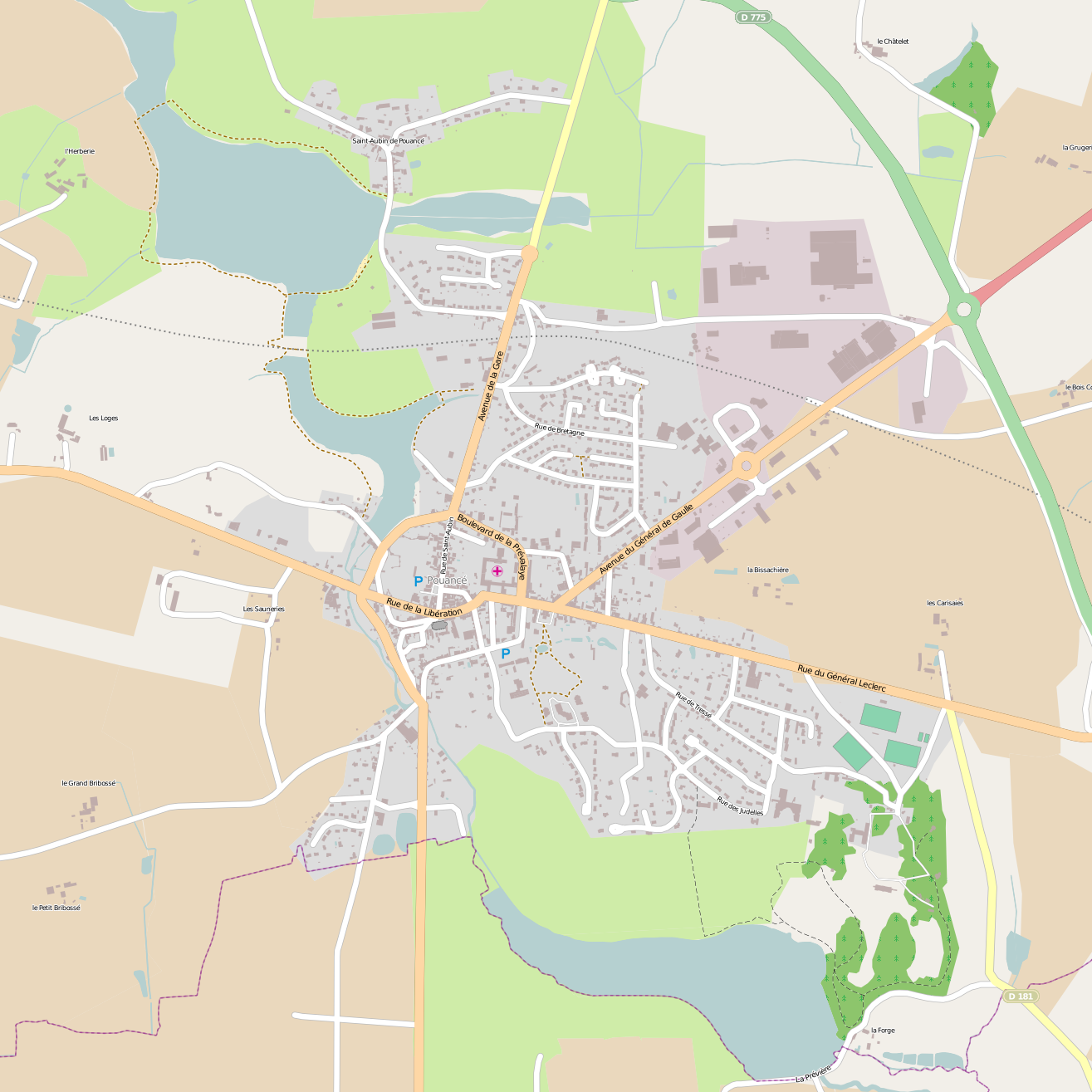
Carte de la ville de Pouancé (cliquez pour agrandir).

### Morphologie urbaine

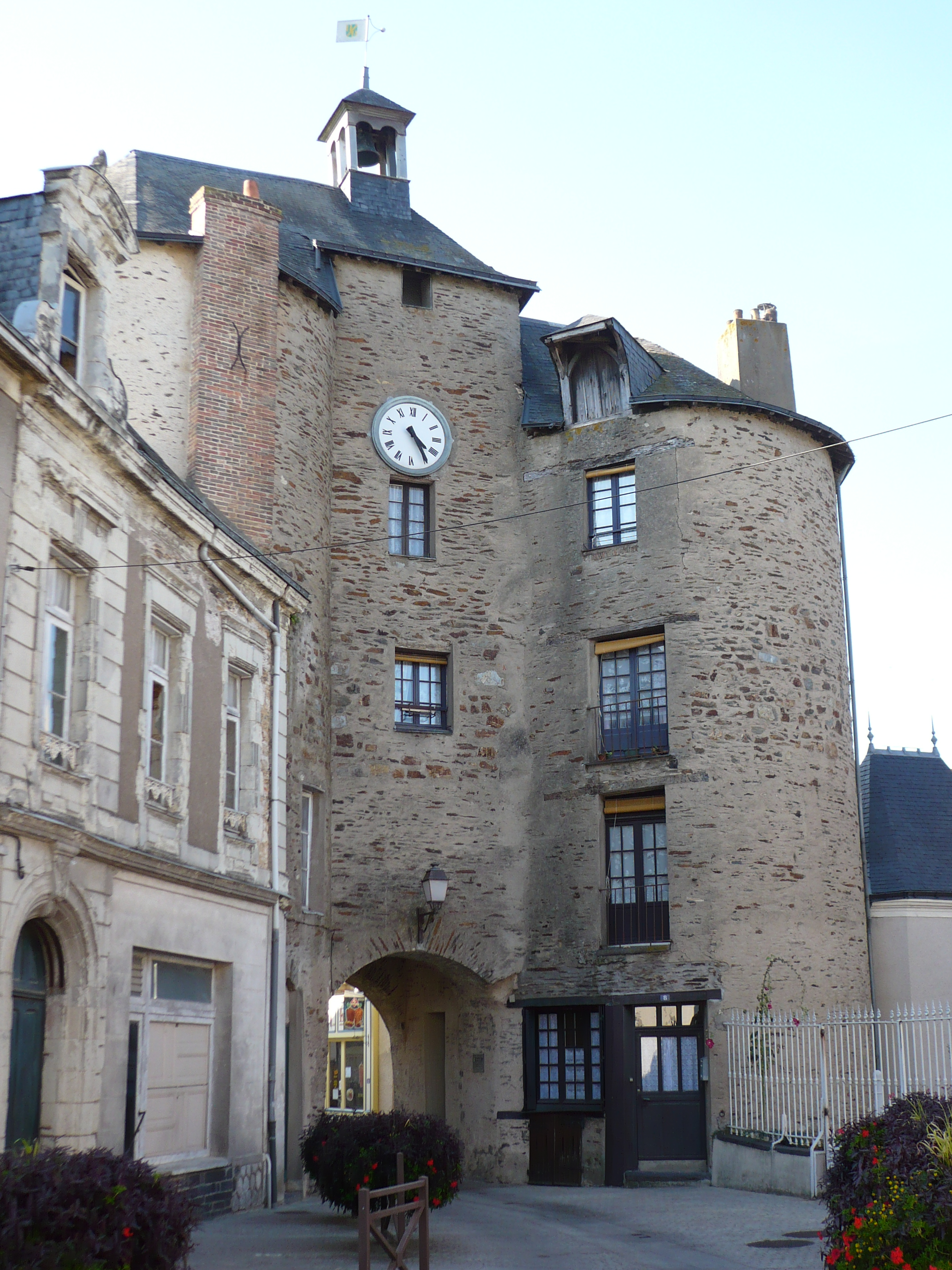
La porte Angevine.

La ville de Pouancé se développe originellement autour du château, à l'intérieur des fortifications médiévales. L'organisation du centre a peu évolué depuis plusieurs siècles, permettant de conserver l’essentiel des caractéristiques urbaines médiévales. En 1701, une description du bourg évoque « la ville, qui consiste en une seule rue, sans aucune autre petite ruelle ou allée, et en une place ». Seul le percement de la rue Jeanne d'Arc en prolongement de la rue Saint-Aubin, au XIXe siècle, vient modifier le plan du centre. Au sud de l'ancien bourg seigneurial s'étend le bourg de la Madeleine, à l'origine le bourg prieural. Au XVIIIe siècle s'installent l'hôpital et l'école de charité, étendant la ville vers l'est. L'ensemble était encore entouré de fossés larges et profonds, transformés en boulevards au milieu du XIXe siècle. Le développement des axes routiers permet l'installation de demeures bourgeoises possédant de vastes parcs, prolongeant le développement de la ville vers l'est et au nord, avec l'installation de la gare ferroviaire en 1877.
Le XXe siècle perpétue le développement de la ville vers l'est, le nord, et le sud. Après la guerre, la croissance démographique fait naître un besoin constant de nouveaux logements. Entre 1947 et 1959, sous la mandature du maire Georges Loire, 103 logements sont construits. Les lotissements se multiplient. Au nord-est, le lotissement de La Prévalaye en trois étapes permet l'urbanisation de toute la zone au-delà du boulevard de la Prévalaye : La Prévalaye I en 1970, La Prévalaye II en 1975 (65 lots) et la Prévalaye III en 1982 (30 lots). Vers l'est, c'est le lotissement Coué en 1955, au nord de la D 181. Des HLM y sont rajoutées en 1957. Au sud de cette même route, on construit le lotissement de la Blottais en 1966 avec 36 parcelles dont des HLM, ainsi que plus tard le lotissement de la rue de Tressé en 1982, celui du Rocher en 1986. La fin des années 1990 et le début des années 2000 voient l'agrandissement du lotissement du Rocher et la création de celui de Bellevue. Au sud, c'est le lotissement de la Blanchaie, le premier, en 1954, puis du Four à carreaux en 1986,. Enfin, la fin des années 2000 voit la construction au nord, vers Saint-Aubin, du lotissement des Closeries.
Au nord-est du bourg, le long de la N 171, s'étendent la zone commerciale et la zone industrielle. Cette dernière fut créée en 1965, après l'achat du terrain des Hommeaux par la commune.
Le bourg de Saint-Aubin est le plus ancien lieu de peuplement du territoire de la commune, des fragments de sarcophages ayant été retrouvés sur les contreforts de l'église. Saint-Aubin se développe autour de son église. Les constructions les plus récentes, vers la fin des années 1990 et les années 2000, se développent vers l'est avec le lotissement Saint-Jacques et vers l'ouest, le long de la D 72. En 1977, au sud du bourg et de l'étang de Saint-Aubin, la commune aménage le plan d'eau d'une plage, d'une base nautique et d'un camping.

### Logements
En 2013, le nombre total de logements dans la commune était de 1 516, alors qu'il était de 1 350 en 1999.
Parmi ces logements, 85,6 % étaient des résidences principales, 1,8 % des résidences secondaires et 12,5 % des logements vacants (6,5 % en 1999). En 2009, ces logements étaient pour 83,6 % d'entre eux des maisons individuelles et pour 12,2 % des appartements (7,5 % en 1999).
La proportion des résidences principales, propriétés de leurs occupants était de 61,7 %, en légère augmentation par rapport à 1999 (57,5 %).
Plus de la moitié (55,8 %) des ménages en 2009 ont emménagé dans leur résidence principale il y a 10 ans ou plus. Sur le total des 1 331 résidences principales, 553 (41,5 %) possèdent plus de 5 pièces et seules 53 (4 %) ne possèdent qu'une unique pièce. Le nombre moyen de pièces se situe à 4,3 en 2009 (4,6 pour les maisons, 2,9 pour les appartements).
La plupart des résidences (98,3 %) possèdent une salle de bain disposant d'une baignoire ou d'une douche. Pour le chauffage, près de la moitié des résidences (48,1 %) possèdent un chauffage individuel tout électrique, 33,8 % possèdent un chauffage central individuel et 2,3 % un chauffage central collectif. Enfin, 65,3 % des résidences possèdent au moins un emplacement de stationnement.

## Toponymie
Les premières mentions de Pouancé datent de 1050 sous la forme Poenciacum et Pautiacum. Au fil du temps, Pouancé a été successivement désignée par les noms suivants: Poenci en 1070, Castellum Poenci en 1080, Poenceiaco en 1090, Pontiacum et Poenceium en 1078-1105, Poencé en 1132, Poentium en 1180, Poanci en 1190-1202, Pohencetum en 1207, Castrum Pouencé en 1220, Poencé en 1680, Poancé en 1715, Povencé en 1720 et Pouancé en 1725.
Il s’agit d'un toponyme gallo-roman caractéristique en (-i)-acum, suffixe d'origine gauloise marquant la propriété et qui a habituellement donné la terminaison -é dans l'Ouest de la France. Le premier élément Pouanc- s’explique par l’anthroponyme latin Potent[i]us,, porté par un autochtone. Il existe en France de nombreuses occurrences du type toponymique *POTENTIACU comme Podensac (Gironde, Podensaco 1253, forme occitane), Poncey (Podentiacus 886), Pouançay, Poincy, etc.. et qui, dotées souvent de formes plus anciennes, confortent cette hypothèse.

## Histoire

### Des origines auXesiècle
Le menhir de Pierrefrite (altération de Pierrefitte du bas latin petra ficta « pierre fichée » > mégalithe) est un des rares témoignages d’une présence préhistorique humaine dans le Pouancéen. Il est situé aux confins de la frontière entre la commune d’Armaillé et de Saint-Michel-et-Chanveaux. Il a été taillé dans du schiste pourpre, et est haut de plus de 5 mètres. Un second menhir se trouvait autrefois sur la commune de Chazé-Henry, sur le site du Bas-Meilleray, près de l’Araize. Il a été détruit au XIXe siècle lors de l’aménagement d’un chemin vicinal.
Peu des vestiges font paraître une occupation du territoire par les Celtes. Il est probable que le Haut-Anjou et Pouancé étaient recouverts de forêts qui formaient une frontière entre les Andécaves et les Namnètes. Des morceaux de tuiles découvertes au fond d’un fossé, près du Bois Verzée laissent supposer l’existence d’un four tuilier. À proximité, sur le site dit « des Ajeux », se serait tenu un habitat gallo-romain. Ces vestiges s'accordent avec la présence de la voie romaine allant d'Angers à Carhaix qui traversait le territoire de la commune d'est en ouest, en direction de Châteaubriant.

### Les débuts du Moyen Âge
Le lieu d'habitation primitif de Pouancé semble se situer au hameau de Saint-Aubin, situé à un kilomètre de la ville, datant probablement du VIIIe siècle. Au sein des murs de l'église Saint-Aubin de Pouancé (XIIe siècle) se trouvent des restes de sarcophages de l'époque mérovingienne.
La place forte de Pouancé est attestée dès le XIe siècle, vers 1050 puisque Geoffroy Martel, fils de Foulque Nerra, en fait mention en parlant de Landry, son vicaire de Pouancé (Landricum Vicarium de Poenciacum). Celle-ci, pour des raisons défensives, fut construite à environ 1 km du bourg de Saint-Aubin, sur un éperon de schiste rocheux. Le premier seigneur héréditaire de Pouancé fut Hervé de Martigné, seigneur dans les années 1060, et proche dudit Landry. Dès 1066-1084, Pouancé devient le siège d'une seigneurie châtelaine.
En 1066, alors que Guillaume le Conquérant s'apprête à envahir l'Angleterre et que les neveux de Geoffroy Martel se disputent la succession du comté d'Anjou, Conan II, duc de Bretagne attaque dans le but d'étendre les frontières bretonnes. Le premier obstacle sur son chemin se trouve être Pouancé, où il met le siège. Sylvestre, seigneur de la Guerche, lui cède la place sans difficulté, Hervé de Martigné s'étant rangé du côté breton. Conan poursuit sa campagne, enlevant Segré et mettant le siège devant Château-Gontier, où il meurt empoisonné.
Vers 1084, le fils de Hervé de Martigné, Gautier Hai, devient seigneur de Pouancé (son frère cadet Hervé reçoit Armaillé). En 1094, il fonde le prieuré de la Magdeleine par donation aux moines de l'abbaye de Marmoutier d'un terrain en dehors de la ville. Il donnera naissance au faubourg de la Magdeleine. La fille de Gautier, Emma de Pouancé, épouse, vers 1130, Guillaume Ier de la Guerche : les seigneuries de Pouancé et de la Guerche resteront désormais liées jusqu'à la Révolution. La seigneurie de Pouancé s'étend alors sur Pouancé, la Guerche, Martigné, et Segré.
En 1173-1174, Geoffroy Ier de Pouancé entra en conflit avec Henri II Plantagenêt. Étant également seigneur breton par sa possession de la seigneurie de La Guerche, il rejoint la rébellion contre Henri II au côté des autres seigneurs bretons. Ceux-ci seront lourdement défaits à Dol et entament alors des actions de guérilla en prenant refuge dans les vastes forêts des Marches de Bretagne. La plupart d'entre eux voient leurs châteaux pris et détruits par les troupes d'Henri. Le château de Pouancé en réchappe, contrairement à celui de la Guerche, mais voit ses environs dévastés. Son fils, Guillaume III de la Guerche, entrera également en conflit avec les Plantagenêts en soutenant le parti du jeune duc Arthur Ier de Bretagne. Il subira également des démêlés judiciaires avec Bérangère de Navarre, veuve de Richard Cœur de Lion, avant de partir en croisade en 1218.

### Guerres de Cent Ans et de Bretagne
Le XIIIe siècle voit le déclin de la famille seigneuriale de Pouancé. Le fils de Guillaume III, Geoffroy II, meurt vers 1244. Son fils, Geoffroy III, meurt en 1263, laissant sa fille Jeanne seule héritière. Jeanne épouse alors Jean Ier de Beaumont-Brienne. Leur petit-fils, Jean II de Beaumont, après une union avec Isabeau d'Harcourt, s'unit avec Marguerite de Poitiers. Leur fils Louis II de Beaumont meurt sans postérité en 1364, à la bataille de Cocherel. C'est sa nièce Marie Chamaillard, petite-fille d'Isabeau d'Harcourt et Jean II de Beaumont par sa mère Marie de Beaumont, qui récupère la seigneurie de Pouancé et La Guerche, l'ajoutant aux fiefs détenus par son mari, Pierre II de Valois, comte d'Alençon, proche du roi Charles V.
Au XIVe siècle la seigneurie devient une baronnie importante couvrant un vaste territoire s'étendant jusqu'à Cuillé dans le nord de la Mayenne angevine. En 1343, le sel devient un monopole d'État par une ordonnance du roi Philippe VI de Valois, qui institue la gabelle, la taxe sur le sel. L'Anjou fait partie des pays de « grande gabelle » et comprend seize tribunaux spéciaux ou « greniers à sel », dont celui de Pouancé.
Pouancé subit son second siège par l'armée bretonne de Jean IV de Bretagne en 1379, durant lequel la forteresse est peut-être prise par trahison. Pierre de Valois, seigneur de Pouancé, échange avec Bertrand Du Guesclin les terres de Pouancé et de La Guerche contre des terres en Normandie. Pouancé est alors sous contrôle du duc Jean IV qui rend la forteresse à Olivier du Guesclin en 1381. Celui-ci la lui vendra en 1390. À la suite du mariage entre Jean Ier, comte puis duc d'Alençon (fils de Pierre II) et Marie de Bretagne (fille du duc Jean IV), celle-ci reçoit en dot les seigneuries de Pouancé et La Guerche, qui appartiennent dès lors à la famille d'Alençon (par sa grand-mère paternelle Françoise, Henri IV en descend).
Après les déboires de Jean II d'Alençon, celui-ci décide de mettre la main sur Jean de Malestroit, évêque de Nantes et chancelier de Bretagne, et l'emprisonne à Pouancé, afin que le duc de Bretagne, Jean V, honore la part impayée de la dot de sa mère. Refusant le chantage, Jean V se lance alors dans un long siège de 5 semaines au début de l'année 1432 par plus de 6 000 hommes bretons et leurs alliés anglais. Onze ans plus tard, en 1443, une armée anglaise, menée par le duc de Somerset, vient assiéger la forteresse. La ville résiste mais les faubourgs et les industries de la ville sont dévastés. L'armée anglaise décide de lever le siège au bout de deux ou trois semaines et se dirige vers La Guerche.
La ville est ensuite prise dans les remous de la guerre entre bretons et français. Prise et ravagée en octobre 1467 par les Bretons qui brûlent le château et la ville, elle est libérée en juillet 1468 par les troupes françaises. Dès lors, la ville et sa forteresse deviennent une composante essentielle du système de défense et d'attaque des troupes françaises contre la Bretagne. À la suite de la mort de Charles de France et du conflit avec le duc de Bretagne François II, Louis XI de France y séjourne en juillet 1472 avec 5000 hommes environ,. En 1488, Louis de la Trémoille y rassemble 12 000 hommes avant de mettre le siège sur Châteaubriant, débutant ainsi une campagne militaire contre le duché de Bretagne qui aboutira à terme à son annexion au royaume de France.

### Sous l'Ancien Régime

Localisation de Pouancé sur une carte de l'Anjou au XVIIIe siècle.

En 1562, la seigneurie passe, par acquisition, aux mains de la famille de Cossé-Brissac, notamment à Charles II de Cossé. Fervent catholique, il entre en 1590 dans la Ligue catholique et s'oppose au roi Henri IV de France. En 1592, madame de Brissac envoie un dénommé Chanjus, capitaine et commandant du château de Pouancé, prêter hommage au roi à Angers. Malgré le désir de neutralité, la ville et le château sont occupés en 1593 par une cinquantaine de soldats du duc de Mayenne. Celui-ci se rallie au roi en 1596, mais le duc de Mercœur, gouverneur de Bretagne, continue le combat. En septembre 1597, le capitaine Chanjus rend le château à Mercœur qui y installe sûrement une garnison. Celui-ci finira par se soumettre en mars 1598, mettant fin à la huitième guerre de religion. Pendant cette période, la paroisse, bien qu'épargnée par les combats, souffre de la famine liée au désastre de la guerre. Les habitants étant même contraints d'aller chercher des racines de fougères, de les faire sécher et de les réduire en farine pour en faire du pain
Sous l'Ancien Régime, la paroisse de Pouancé dépendait du diocèse d'Angers sur le plan religieux et de la sénéchaussée d'Angers sur le plan administratif et judiciaire.
Les Cossé-Brissac apportent à Pouancé un élan économique grâce à l'extraction du minerai de fer, et en modernisant les forges. La réputation des forges de Pouancé au XVIe siècle fait qu'elles reçoivent une commande de 5 500 boulets de 24 livres à fabriquer en deux mois pour le compte de la marine royale, commande pouvant s'étendre à un maximum de 11 500 boulets. Les forges furent en activités jusqu'au XIXe siècle. La machine à vapeur de la forge de Pouancé est réputée être une des plus fortes dans la première moitié du XIXe siècle. Elle pouvait produire 80 000 kilos de fonte par mois. Les bâtiments ont depuis été quasiment tous détruits.
Le XVIIe siècle voit le développement de la ville. En 1622, un prêtre, Nicolas Lefort, est qualifié de « principal du collège », attestant d'un établissement d'éducation. En 1690, les habitants louent une maison, confiée aux sœurs hospitalières de Candé, pour recevoir les pauvres malades. Dans les années 1703-1706, Marguerite Thierry de Longeray développe l'accueil des malades par l'acquisition de plusieurs bâtiments et fait construire une école et une chapelle. L'hôpital est fondé par lettres patentes du roi en 1706. Une épidémie de dysenterie ravage le territoire du Haut-Anjou l'année suivante.
Au XVIIIe siècle, la ville est au centre de la « baronnerie de Pouancé ». Plusieurs paroisses en dépendent alors : Pouancé, Armaillé, Chazé-Henry, Châtelais, Grugé-l'Hôpital, Combrée, Noëllet, Noyant-la-Gravoyère, La Chapelle-Hullin, La Prévière, Vergonnes (situées actuellement en Maine-et-Loire) ; Congrier, La Rouaudière, Senonnes, Saint-Erblon, et Renazé (situées actuellement en Mayenne). En 1773, on trouve sur la paroisse la juridiction seigneuriale composée d'un juge, un greffier, d'un procureur fiscal et de huit procureurs postulants. On trouve en outre trois notaires (dont un notaire royal et le notaire du grenier à sel) et le receveur de gabelle du grenier à sel.

### Révolution et chouannerie
En 1790, à la faveur de la Révolution française, l’organisation féodale est abandonnée, et la baronnie de Pouancé fait place au canton de Pouancé, faisant partie du département de Mayenne-et-Loire (futur Maine-et-Loire). Le canton comprend alors 5 communes : Pouancé, La Prévière, Chazé-Henry, Carbay et Armaillé. Celui-ci s'étendra plus tard aux 14 communes actuelles: Armaillé, Bouillé-Ménard, Bourg-l'Évêque, Carbay, La Chapelle-Hullin, Chazé-Henry, Combrée, Grugé-l'Hôpital, Noëllet, Pouancé, La Prévière, Saint-Michel-et-Chanveaux, Le Tremblay, et Vergonnes.
Lors de la constitution du canton et l'instauration des communes, il fut décidé que Saint-Aubin de Pouancé serait intégré à Pouancé, ce qui entraina des protestations de la part des habitants de Saint-Aubin, arguant que jusqu'en 1783, « la paroisse de Saint-Aubin était la seule et unique paroisse de Pouancé » et qu'en « décembre 1789, les deux paroisses eurent également une municipalité particulière ». Néanmoins, cette individualité ne connut pas de suite, et en 1795, les paroisses de Saint-Aubin de Pouancé et de La Madeleine de Pouancé furent réunies au sein de la même commune.
Le Pouancéen et le Candéen deviennent des hauts lieux de la Chouannerie. Si la commune ne voit pas de combat sur son territoire, la mainmise des chouans se fait ressentir : les patriotes de la ville hésitent à sortir, certains se faisant tuer en dehors du bourg. Dans un rapport de 1798, le commissaire de l'administration municipal fait un état des lieux, louant le « très bon » esprit public et l'administration de l’hôpital. Il déplore cependant la quasi-absence d'instruction publique, ainsi que le retard de l'agriculture, dû au peu de fertilité du terrain et de la pauvreté des agriculteurs. Les administrateurs font également « l'état de la nullité et de l'abandon de l'éducation ». Le sous-préfet de Segré déplore à son tour en 1801 le fait de ne pas trouver dans certains communes du district de Segré de citoyens capables de signer. Les premiers instituteurs de Pouancé sont nommés vers 1798.
En juin 1799, le cantonnement militaire d'une quarantaine d'hommes à Pouancé est transporté au Lion-d'Angers. Sans défense face aux chouans, l'administration municipale se replie sur Château-Gontier. Le 17 juillet, plus de soixante chouans entrent de la ville et coupent l'arbre de la liberté de Pouancé et celui de Saint-Aubin. Ils reviennent le 18 pour exiger des habitants des vivres.
Le 14 septembre 1799, à la suite des défaites militaires de la République, qui conduisent à de nouvelles levées d'hommes et au vote de la loi des otages, 200 chefs chouans et vendéens se réunissent au manoir de la Jonchère, près de Pouancé, défendu par 1 200 hommes et fixent une prise d'armes générale pour le 15 octobre. C'est la troisième chouannerie. Mais le 4 septembre, c'est le Coup d'État du 18 fructidor par Napoléon Bonaparte. Les principaux généraux se réunissent une seconde fois à Pouancé même vers le 5 décembre pour négocier. Progressivement les généraux chouans optent pour une suspension d'armes, La Prévalaye signe une trêve le 4 décembre, il est suivi le 10 par Cadoudal, puis Louis de Bourmont le 24 et Frotté le 26. Le Congrès de Pouancé prend fin le 28 décembre, quand les consuls de la République proclament aux habitants de l'Ouest la liberté religieuse. La tension est toujours vive pendant le premier tiers du XIXe siècle. En février 1831, un groupe d'une dizaine d'hommes arrachent les drapeaux tricolores dans le canton.

### Époque contemporaine
Lors de la guerre franco-prussienne de 1870, la Garde nationale mobile du Maine-et-Loire est activé le 12 août 1870. Elle est divisée en quatre bataillons correspondant aux quatre préfecture et sous-préfectures. Les trois premiers (Angers, Cholet et Saumur) se réunissent le 22 août et forment le régiment du 29e mobiles. Le bataillon de Segré se réunit le 17 septembre, avec 1 227 hommes, et sera intégré au 75e mobiles auprès des deux bataillons de Loir-et-Cher. On compte à la fin de la guerre 1 081 morts sur les quatre bataillons de mobiles angevins, dont la plupart de maladies. Vingt-et-un d'entre eux étaient domiciliés à Pouancé.
La Première Guerre mondiale coûte la vie à 113 hommes de la commune.
La Seconde Guerre mondiale éclate à son tour et le 10 mai 1940, l'armée allemande lance son offensive contre la France. La gare de Pouancé voit arriver dès le 28 mai environ 800 réfugiés de l'Exode fuyant l'offensive allemande. Le défilé des réfugiés se poursuit jusqu'au 16 juin. En août 1940, la commune en héberge encore 628, dont 289 des départements interdits, 132 de région parisienne et 131 de Belgique. Le Canton de Pouancé en compte alors plus de 2 000. Paris est prise le 14 juin et les premiers éléments allemands entrent dans Pouancé le 19 juin. Ils font prisonniers un détachement d'une centaine de soldats français qui étaient arrivés la veille, et installent un camp de prisonniers provisoire aux Hommeaux jusqu'au 23 juin. Onze habitants trouveront la mort pendant la guerre. Lors de la Libération, Pouancé est la première ville libérée de Maine-et-Loire, par le 42nd Cavalry Squadron du 2e régiment de cavalerie (États-Unis) de la Troisième armée américaine dans la matinée du 5 août 1944.
Pendant l'après-guerre, la ville connait un essor démographie et industriel. Sous l'impulsion du maire George Loire, 103 logements sont construits. Suivent la construction de nombreux lotissements. Une zone industrielle est créée en 1965. Les services publics et infrastructures sont rénovés: l’hôpital dans les années 1950, la gendarmerie et la maison de retraite en 1965. En 1959, la mairie déménage au domaine de la Roirie, plus vaste.
L'industrialisation de la commune se perpétue avec la plasturgie. Didier Loire transforme en 1965 la tannerie familiale en recyclage de plastique, créant la Société Pouancéenne du Plastique (SPP) qui emploiera jusqu'à 77 personnes. Dans le même temps, la mairie persuade plusieurs entreprises de plasturgie à venir s'installer à Pouancé: la société Manducher construit son usine à partir de 1970 et la SOPLATEP est créée en 1969. Trioplast s'installe en 1995.
En 2012, SOTIRA 49, ex-Manducher, annonce sa fermeture, provoquant la destruction de plus de 200 emplois. La construction de nouveaux lotissements conjuguée à une diminution de la population amène à un nombre important de logements vacants (9,9% en 2009) et à un phénomène de désertification du bourg. En 2014, la commune est sélectionnée pour recevoir une aide de l'État pour la re-dynamisation de son bourg. En 2015, le canton de Pouancé disparaît au profit du canton de Segré. Pouancé perd son statut de chef-lieu de canton. Dans le même temps, certains services publics se délocalisent: le Trésor public à Segré et la distribution du courrier à Combrée.

## Politique et administration

### Tendances politiques et résultats
En 2012, la commune comptait 2 301 inscrits sur les listes électorales. La population de la commune vote traditionnellement à droite, comme le reste du canton. Les partis de droite y recueillent entre 20 et 65 % des voix lors des premiers tours, et plus de la majorité lors des seconds tours. Toutes élections confondues depuis 1995, les socialistes ou partis de gauche n'ont jamais obtenu plus de 46 % lors des seconds tours, et obtiennent en moyenne autour de 20 % des voix lors des premiers tours. Les partis du centre y obtiennent un score respectable, parfois supérieur aux socialistes, mais cette tendance s'efface à partir de 2010. Le vote Front national et extrême droite y obtient des scores peu élevés, entre 7 % et 4 %, à l'exception de 2012 (12,77 % à l'élection présidentielle). Le vote écologiste est peu important entre 1 et 5 %, réalisant ses meilleurs scores lors des élections cantonales ou européennes où l'abstention est très élevée. Le vote communiste et extrême gauche est également faible, autour de 5 % en moyenne.
L'abstention y est élevée, entre 15 % lors des élections présidentielles, et plus de 50 % lors d'élections régionales ou européennes.
Lors de l'élection présidentielle de 2007, 59,47 % des votants ont choisi Nicolas Sarkozy (UMP) contre 40,53 % pour Ségolène Royal (PS). La participation s'établit à 86,24 %. Lors de l'élection présidentielle de 2002, 90,86 % des votants choisissent Jacques Chirac (RPR) contre seul 9,14 % pour Jean-Marie Le Pen (FN) avec une participation de 85,15 %.
Lors des élections législatives de 2007, le candidat UMP Marc Laffineur reçoit 59,25 % dès le premier tour, contre 19,89 % pour Silvia Camara-Tombini (PS). La participation s'établit à 63,98 %. Lors des élections législatives de 2002, au second tour, 65,42 % des votants choisissent Marc Laffineur (UMP) contre 34,58 % pour J.Noël Gaultier (PS) avec une participation de 62,54 %.
Aux élections régionales de 2010, à l'inverse du département et de la région, les Pouancéens votent à 54,04 % pour Christophe Béchu (UMP) contre 45,96 % pour Jacques Auxiette (PS) avec une participation de 53,17 % . Lors des élections régionales de 2004, François Fillon (UMP) reçoit 66,60 % des votes contre 33,40 % pour Jacques Auxiette (PS) avec une participation de 74,58 %.

### Administration municipale

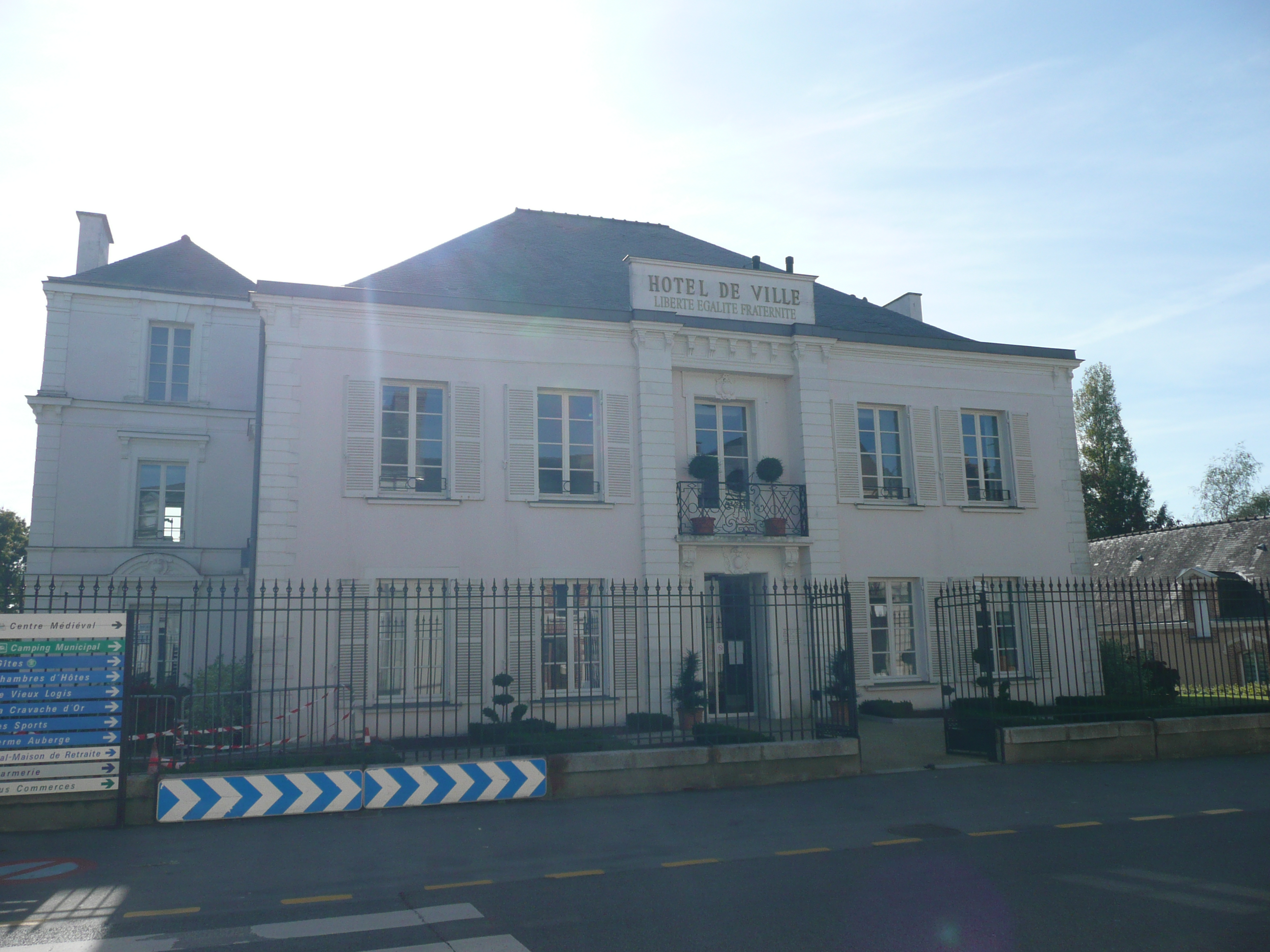
L'hôtel de ville de Pouancé.

#### Administration actuelle
Depuis le 15 décembre 2016, Pouancé constitue une commune déléguée au sein de la commune nouvelle d'Ombrée d'Anjou et dispose d'un maire délégué.
| Période                                  | Période  | Identité         | Étiquette | Qualité |
| ---------------------------------------- | -------- | ---------------- | --------- | ------- |
| décembre 2016                            | mai 2020 | Pierrick Esnault |           |         |
| mai 2020                                 | en cours | Olivier Roussez  |           |         |
| Les données manquantes sont à compléter. |          |                  |           |         |

#### Administration ancienne
Jusqu’en 2014, Pouancé est le chef-lieu d'un canton de quatorze communes, comprenant Armaillé, Bouillé-Ménard, Bourg-l'Évêque, Carbay, La Chapelle-Hullin, Chazé-Henry, Combrée, Grugé-l'Hôpital, Noëllet, La Prévière, Saint-Michel-et-Chanveaux, Le Tremblay et Vergonnes. Ce canton fait partie de l'arrondissement de Segré et de la structure de regroupement de collectivités locales du Pays du Haut-Anjou Segréen. Le canton est inclus dans la septième circonscription de Maine-et-Loire.
Dans le cadre de la réforme territoriale, un nouveau découpage territorial pour le département de Maine-et-Loire est défini par le décret du 26 février 2014. La commune est alors rattachée au canton de Segré, avec une entrée en vigueur au renouvellement des assemblées départementales de 2015.
Le conseil municipal est composé de vingt-trois sièges, proportionnellement au nombre d'habitants. Il se compose actuellement du maire, de 6 adjoints, et de 2 adjoints délégués. Quatorze commissions municipales ont été mises en place, dont treize sont ouvertes aux membres extra-municipaux .
| Période      | Période       | Identité                               | Étiquette | Qualité                                                              |
| ------------ | ------------- | -------------------------------------- | --------- | -------------------------------------------------------------------- |
| 1789         | 1791          | Jean Marie Letort                      |           | Ancien président du grenier à sel                                    |
| 1791         | 1792          | D’Hillerin                             |           |                                                                      |
| 1792         | 1808          | Jean Marie Letort                      |           |                                                                      |
| 1808         | 1813          | Louis-Barthélémy Toudouze              |           |                                                                      |
| 1813         | 1823          | Jean-Baptiste Feuillant de La Glacière |           |                                                                      |
| 1823         | 1848          | Joseph-Marthe-René-Gilbert de Préaulx  |           |                                                                      |
| 1848         | 1853          | Jean-Baptiste Caron                    |           |                                                                      |
| 1853         | 1855          | Yves Jallot                            |           |                                                                      |
| 1855         | 1865          | Victor-Auguste Leclerc                 |           |                                                                      |
| 1865         | 1868          | Félix Rousseau                         |           |                                                                      |
| 1868         | 1874          | Eugène Dupré                           |           |                                                                      |
| 1874         | 1881          | Auguste Lemesle                        |           |                                                                      |
| 1881         | 1907          | Fortuné Bellion                        |           |                                                                      |
| 1907         | 1941          | George de Villoutreys                  |           |                                                                      |
| 1941         | 1944          | André Bélin                            |           |                                                                      |
| 1944         | octobre 1947  | Louis Bessière                         | MRP       | Négociant en grains Conseiller général de Pouancé (1945 → 1955)      |
| octobre 1947 | mars 1965     | Georges Loire                          | DVD       | Tanneur Conseiller général de Pouancé (1955 → 1961)                  |
| mars 1965    | mars 1977     | Henri Gautreau                         |           | Docteur en médecine, maire honoraire                                 |
| mars 1977    | juin 1995     | Henri Beaumond                         |           | Chef d'entreprise, maire honoraire Conseiller régional (1982 → 1986) |
| juin 1995    | mars 2008     | Serge Trovaslet                        | PS        | Retraité de l'enseignement                                           |
| mars 2008    | décembre 2016 | Pierrick Esnault                       | DVG       | Contrôleur de travaux à la DDE                                       |

### Services publics
Pouancé abrite plusieurs administrations et services publics sur son territoire : un bureau de poste, une brigade de gendarmerie et une caserne de sapeurs-pompiers. On y trouve également une antenne de la CAF. L'antenne du trésor public disparaît en 2015. Il existe des permanences d'assistantes sociales, de la MSA, de la Caisse régionale d'assurance maladie. La gestion des déchets dépend des compétences de la communauté de communes de la région de Pouancé-Combrée. Celle-ci gère le tri des déchets avec la mise en place de conteneurs de tri depuis 1998. Elle supervise également les deux déchetteries du canton, dont celle de La Pidaie, à Pouancé. La collecte des ordures ménagères est également supervisées par la Communauté de communes : elle s'effectue une fois par semaine au porte à porte par les bacs mis à disposition des habitants par la Communauté de communes.
Le Centre de secours de Pouancé est composé d'un effectif de 43 hommes et femmes. Le Centre possède neuf véhicules dont un VSAB, un VSR, un Fourgon pompe-tonne, un EPAS, un Véhicule de liaison tout-terrain, un Camion citerne feux de forêts ainsi qu'un Camion citerne grande capacité. En 2010, le centre a réalisé 332 interventions, dont 72 % concernaient les secours à la personne, 14 % les incendies et 12 % les accidents de la circulation.

### Jumelages
Dès 1989, la commune de Combrée s'associe à l'opération Villages roumains. La communauté de communes de la région de Pouancé-Combrée est jumelée depuis 2007 à la commune roumaine de Șopotu Nou .

## Population et société

### Démographie

#### Évolution démographique
Dans son Dictionnaire historique, géographique et biographique de Maine-et-Loire, Célestin Port livre le compte de la population pouancéenne sous l'Ancien Régime. La population est exprimée en « feux », c'est-à-dire en foyer de famille. Pour estimer le nombre d'habitants, il faut appliquer un coefficient multiplicateur d'environ 5.
| 1688     | 1691     | 1700     | 1715     | 1720     | 1732     | 1744     | 1789     | 1791                       |
| -------- | -------- | -------- | -------- | -------- | -------- | -------- | -------- | -------------------------- |
| 345 feux | 345 feux | 392 feux | 492 feux | 402 feux | 403 feux | 391 feux | 350 feux | 389 feux (1 992 habitants) |

L'évolution du nombre d'habitants est connue à travers les recensements de la population effectués dans la commune depuis 1793. À partir du 1er janvier 2009, les populations légales des communes sont publiées annuellement dans le cadre d'un recensement qui repose désormais sur une collecte d'information annuelle, concernant successivement tous les territoires communaux au cours d'une période de cinq ans. 
Pour les communes de moins de 10 000 habitants, une enquête de recensement portant sur toute la population est réalisée tous les cinq ans, les populations légales des années intermédiaires étant quant à elles estimées par interpolation ou extrapolation. Pour la commune, le premier recensement exhaustif entrant dans le cadre du nouveau dispositif a été réalisé en 2006,.
En 2014, la commune comptait 3 120 habitants, en évolution de −0,64 % par rapport à 2009 (Maine-et-Loire : +3,3 %, France hors Mayotte : +2,49 %).
| 1793  | 1800  | 1806  | 1821  | 1831  | 1836  | 1841  | 1846  | 1851  |
| ----- | ----- | ----- | ----- | ----- | ----- | ----- | ----- | ----- |
| 1 034 | 1 306 | 1 915 | 1 956 | 2 560 | 2 765 | 2 821 | 2 758 | 2 895 |

| 1856  | 1861  | 1866  | 1872  | 1876  | 1881  | 1886  | 1891  | 1896  |
| ----- | ----- | ----- | ----- | ----- | ----- | ----- | ----- | ----- |
| 3 001 | 3 227 | 3 266 | 3 273 | 3 390 | 3 446 | 3 502 | 3 508 | 3 355 |

| 1901  | 1906  | 1911  | 1921  | 1926  | 1931  | 1936  | 1946  | 1954  |
| ----- | ----- | ----- | ----- | ----- | ----- | ----- | ----- | ----- |
| 3 278 | 3 198 | 3 093 | 2 755 | 2 762 | 2 804 | 2 836 | 3 218 | 3 119 |

| 1962  | 1968  | 1975  | 1982  | 1990  | 1999  | 2006  | 2011  | 2014  |
| ----- | ----- | ----- | ----- | ----- | ----- | ----- | ----- | ----- |
| 3 094 | 3 017 | 3 165 | 3 299 | 3 279 | 3 307 | 3 192 | 3 079 | 3 120 |

#### Pyramide des âges
La population de la commune est relativement âgée. Le taux de personnes d'un âge supérieur à 60 ans (32,1 %) est en effet supérieur au taux national (21,6 %) et au taux départemental (21 %).
À l'instar des répartitions nationale et départementale, la population féminine de la commune est supérieure à la population masculine. Le taux (52,5 %) est du même ordre de grandeur que le taux national (51,6 %).
La répartition de la population de la commune par tranches d'âge est, en 2007, la suivante :
- 47,5 % d’hommes (0 à 14 ans = 17,3 %, 15 à 29 ans = 15,1 %, 30 à 44 ans = 18,7 %, 45 à 59 ans = 21,6 %, plus de 60 ans = 27,1 %) ;
- 52,5 % de femmes (0 à 14 ans = 15,6 %, 15 à 29 ans = 13,3 %, 30 à 44 ans = 15,7 %, 45 à 59 ans = 18,9 %, plus de 60 ans = 36,5 %).

| Hommes | Classe d’âge | Femmes |
| ------ | ------------ | ------ |
| 1,0    | 90 ans ou +  | 2,8    |
| 10,6   | 75 à 89 ans  | 17,7   |
| 15,5   | 60 à 74 ans  | 16,0   |
| 21,6   | 45 à 59 ans  | 18,9   |
| 18,7   | 30 à 44 ans  | 15,7   |
| 15,1   | 15 à 29 ans  | 13,3   |
| 17,3   | 0 à 14 ans   | 15,6   |

| Hommes | Classe d’âge | Femmes |
| ------ | ------------ | ------ |
| 0,4    | 90 ans ou +  | 1,2    |
| 6,3    | 75 à 89 ans  | 9,2    |
| 11,8   | 60 à 74 ans  | 13,0   |
| 19,9   | 45 à 59 ans  | 19,4   |
| 20,6   | 30 à 44 ans  | 19,5   |
| 20,3   | 15 à 29 ans  | 19,1   |
| 20,6   | 0 à 14 ans   | 18,6   |

### Enseignement
Située dans l'académie de Nantes, la ville dispose d'une école maternelle (école Henri-Dès) et primaire (école Jules-Verne) publique, ainsi que d'une école maternelle et primaire privée (école Saint-Joseph). Elle possède en outre deux collèges (collège public Philippe-Cousteau et collège privé Sacré-Cœur) accueillant les enfants du canton de Pouancé ainsi que des communes proches de la Mayenne. Les établissements privés de Pouancé sont des établissements privés catholiques sous contrats, gérés par la direction diocésaine de Maine-et-Loire. Pouancé dispose enfin d'une Maison familiale rurale de formation hippique. Les lycées les plus proches se trouvent à Châteaubriant ou Segré.
Pouancé héberge également une école de musique, affiliée au réseau des « Écoles de musique du Pays segréen ».

### Santé
Pouancé dispose d'un hôpital local doté de 12 lits de médecine et de 30 lits de soins et de réadaptation. L'hôpital gère également trois domaines de résidence en Établissement d'hébergement pour personnes âgées dépendantes : le Domaine de la Prévalaye avec 82 lits, le Domaine des 3 chênes avec 80 lits et le Domaine du Lac avec 24 lits. Si l'établissement est bien classé en matière de lutte contre les infections nosocomiales, sur l'évaluation de la douleur et dépistage des troubles nutritionnels, il est en revanche moins bien classé pour la tenue du dossier patient. Pouancé dispose également d'un foyer-logement pour personnes âgées d'une capacité de 76 places, et d'un foyer occupationnel pour l'accompagnement de personnes handicapées.
La commune possède sur son territoire un laboratoire d'analyse médicale, des chirurgiens-dentistes, des kinésithérapeutes, un orthophoniste et un podologue. Elle dispose également d'un cabinet médicale de trois médecins généralistes, d'infirmières et de deux pharmacies.
Les cliniques les plus proches se situent à Châteaubriant ou Segré, de même que le service maternité.

### Équipements culturels

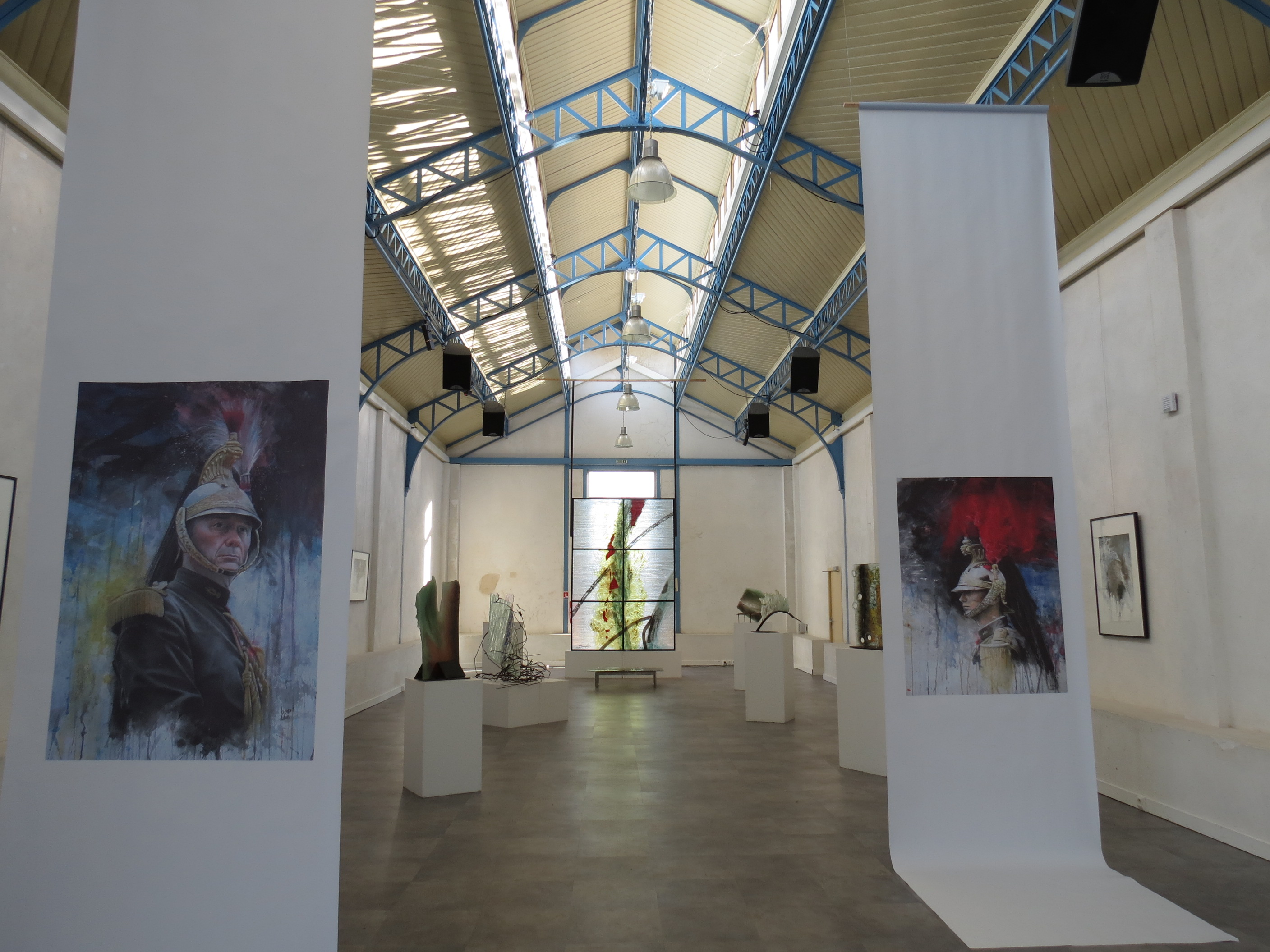
Intérieur de l'atelier Legault, galerie d'art et d'exposition.

La commune de Pouancé dispose de plusieurs équipements culturels, dont deux salles des fêtes. L'atelier Legault, (ancienne usine textile, du nom de son propriétaire au XIXe siècle), accueille toute l'année des expositions locales et fait intervenir des artistes, des découvertes culturelles, ou des travaux réalisés par des écoliers. Depuis 1998, la bibliothèque municipale Jules-Mougin met à la disposition des habitants plus de 5 000 ouvrages et propose régulièrement des animations centrées sur la lecture.
Le théâtre municipal, le Petit Théâtre, permet de d'accueillir des troupes professionnelles et de proposer des animations théâtrales aux habitants du canton. Trois compagnies de théâtre ont leur siège à Pouancé: « Les Baladins de la Verzée », créé en 1974, « Heyoka Théâtre » et la « Compagnie Patrick Cosnet ».
La Compagnie Patrick Cosnet gère également le théâtre de l'Herberie dans un ancien corps de ferme près de la route vers Châteaubriant. Patrick Cosnet, ancien agriculteur et auteur de La Casquette du Dimanche en a fait son lieu de résidence permanent. La Compagnie Patrick Cosnet gère la programmation culturelle du lieu et accueille chaque année une vingtaine de compagnies professionnelles.

### Sports
Les associations sportives profitent de la présence de deux salles omnisports, ainsi que d'un complexe de football comprenant plusieurs terrains de foot, une tribune et des vestiaires. Deux courts de tennis sont présents à proximité. L'USAP (Union sportive autonome pouancéenne), le club de foot de la ville, entraîne plusieurs équipes de différents niveaux, dont une jouant actuellement en Division d'honneur régionale de la Ligue Atlantique.
Plusieurs disciplines sportives sont représentées par des associations, utilisant le plus souvent les équipements publics: le tennis, le basket-ball, le cyclisme, la dance, le badminton, l'athlétisme, la gymnastique, le judo, le tennis de table et le tir à l'arc.
Particularité angevine, la commune héberge également un terrain de boule de fort, utilisé par le cercle de bouliste « La Pouancéenne ».
L'équitation est traditionnellement fortement présente sur la commune, entretenue notamment par la présence du Centre d'entraînement régional de galop de l'ouest. La pratique de l'équitation est représentée à travers le club des Cavaliers du Rocher. Une ferme-équestre, Le Refuge, permet la découverte de l'équitation notamment aux enfants. Enfin, pour rendre la discipline accessible à tous, la « Ferme de l'Herberie » possède un centre équestre Equi-Handi.
Un aéro-club est également présent sur la commune, profitant de l'aérodrome de Pouancé. Elle permet la pratique de l'aviation légère dont l'ULM et l'avion monomoteur, ainsi que du paramoteur.

### Manifestations

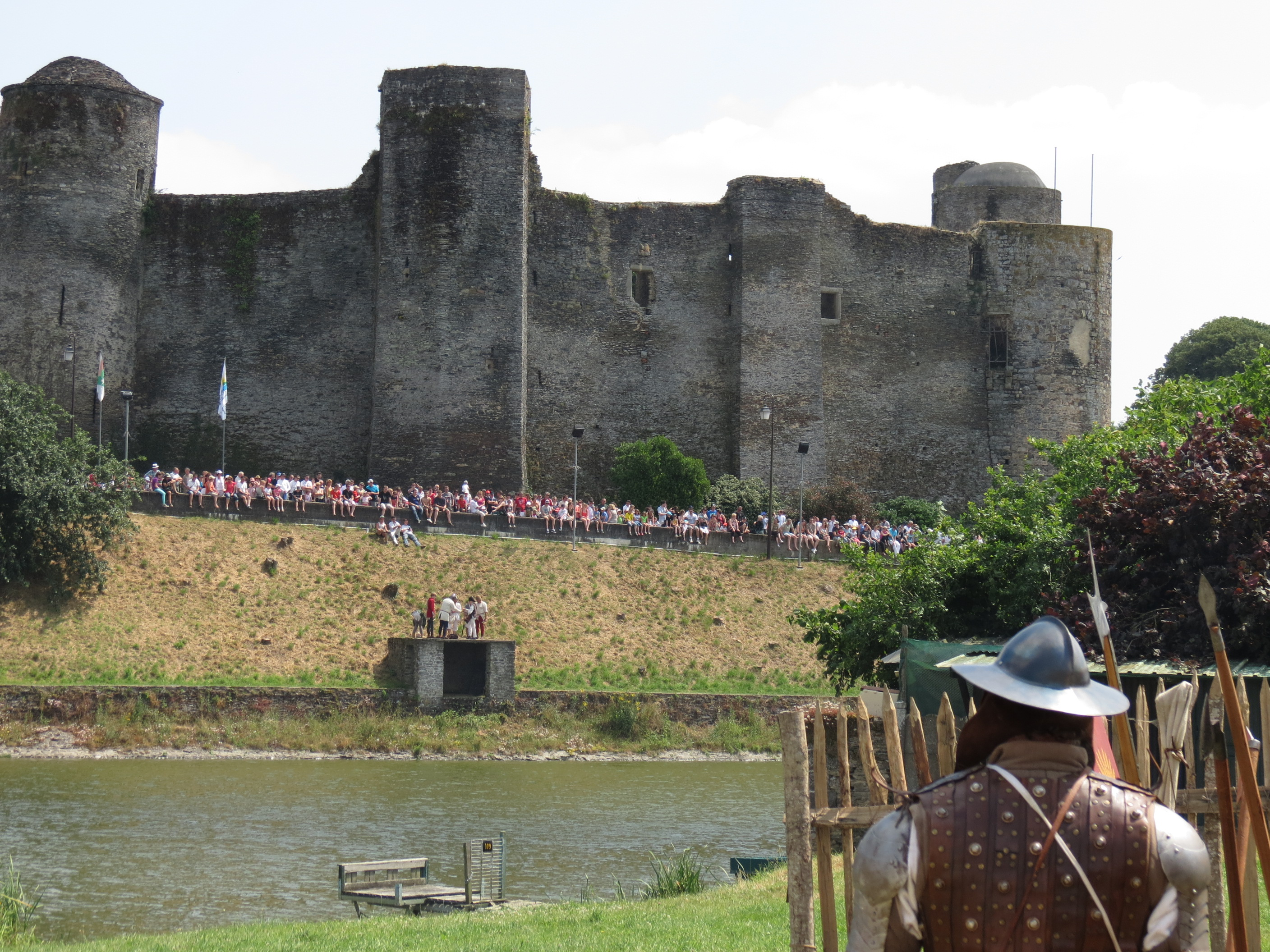
Foule au pied du château médiéval lors de l'édition 2013 des Médiévales des Marches.

Différentes journées d'animations et festivités se tiennent à Pouancé tout au long de l'année. Pour le sport, le tournoi de football David-Bigot se déroule en juin et réunit plus d'une centaine d'équipes. Depuis 2009, une épreuve de triathlon est organisée sur la commune. L'édition 2013 a vu la participation de 260 compétiteurs.
Plusieurs évènements culturels sont également présents. La « Journée de l'Auguste », chaque année au premier week-end d'août, invite des artistes de rue pour animer le centre-ville,. La Fête de l'Herberie ou Fête de l'Automne, le dernier dimanche de septembre, accueille des artistes tout au long de la journée (théâtre, chanson, contes) et diverses animations en lien avec les associations de la région. Les Foliklores, festival bisannuel international de musiques et de danses en Pays Segréen, organisent parfois des représentations sur Pouancé.
Pour les Journées européennes du patrimoine, le troisième week-end de septembre, la ville met en place des visites gratuites du château fort et de la collection Bessière hébergée à la mairie.
Jusqu'en 2009 s'est tenu le Festival Graine de Curieux qui se déroulait chaque année, en novembre et mettait en scène des expositions, des groupes de musique, de théâtre, et de danse. Le festival accueillit notamment le cinéaste Yves Robert qui a vécu une partie de son enfance à Pouancé.
Les médiévales des Marches est une fête médiévale annuelle sur Pouancé et Châteaubriant. La première édition s'est tenue à Pouancé en 2011, puis la seconde à Châteaubriant en 2012,. L'édition 2013 a réuni 250 reconstituteurs, et a attiré plus de 2 000 personnes.Malheureusement, le groupe de Chateaubriand a dissous mais «La Ghilde de la Foreyst" de Pouancé se poursuit.

### Cultes
La commune est intégrée dans la paroisse de Saint-Vincent de Paul aux Portes d'Anjou. Le culte catholique est célébré dans l'église de la Madeleine le dimanche matin et de manière occasionnelle à l'église de Saint-Aubin.

## Économie

### Revenus de la population et fiscalité
En 2009, 40,4 % des foyers fiscaux étaient imposables, ce qui est inférieur à la moyenne départementale (51,4 %).
|                   | Revenus moyens par ménage | Revenu médian | Proportion de foyers imposables |
| ----------------- | ------------------------- | ------------- | ------------------------------- |
| Pouancé           | 18 018 €                  | 16 051 €      | 40,4 %                          |
| Maine-et-Loire    | 21 471 €                  | 17 632 €      | 51,4 %                          |
| Moyenne nationale | 23 433 €                  | 18 749 €      | 54,3 %                          |

### Emploi
En 2009, la population âgée de 15 à 64 ans s'élevait à 1 758 personnes, parmi lesquelles on comptait 73,2 % d'actifs dont 67,1 % ayant un emploi et 6,1 % de chômeurs.
On comptait 1 645 emplois dans la zone d'emploi, contre 1 762 en 1999. Le nombre d'actifs ayant un emploi résidant dans la commune étant de 1 181, l’indicateur de concentration d'emploi est de 139,2 %, ce qui signifie que la zone d'emploi offre 1,4 emploi en moyenne pour chaque habitant actif.

### Entreprises et commerces
En 2009, selon l'Insee, Pouancé hébergeait 132 entreprises dont quinze dans l’industrie, seize dans la construction, quatre-vingt-cinq dans le commerce, le transport et les services divers et seize dans l'administration publique, l'enseignement, la santé et l'action sociale. Ces entreprises emploient en 2010 un total de 1 388 personnes.

#### Agriculture
Toutes exploitations confondues, 96 exploitations agricoles se trouvent sur le territoire de la commune en 2000, contre 121 en 1988. La surface cultivable à grandement diminué, passant de 3 872 hectares en 1988 à 3 251 en 2000. Dans cette surface, 2 775 hectares sont constitués de terres labourables, dont 840 à destination de la culture céréalière. La surface agricole utile moyenne d'une exploitation est de 34 hectares en 2000, en augmentation de 2 hectares par rapport à 1988.
En 2000, 51 exploitations élevaient des bovins (103 en 1988) et 49 des volailles (84 en 1988). Le nombre de têtes est passé de 5 686 à 4 743 pour les bovins, et de 18 282 à 7 015 pour les volailles durant cette période.
En 2008, l'agriculture employait 127 personnes sur la commune, soit 7,1 % du total d'emplois. Parmi eux, 34,6 % sont des femmes, et 24,7 % sont des salariés. 104 personnes sont considérés comme agriculteurs exploitants selon leur catégorie socioprofessionnelle. En 2000, on comptait 25,2 % d'exploitants et coexploitants âgés de plus de 55 ans, 45,8 % âgés entre 40 et 54 ans, et seul 29 % de moins de 40 ans.

#### Appellations sur le territoire
La commune possède au total une douzaine d'appellations sur le territoire :
- AOC - AOP Maine-Anjou ;
- IGP Bœuf du Maine ; Cidre de Bretagne ou Cidre breton ; Farine de blé noir de Bretagne - Gwinizh du Breizh ;
- IGP Maine-et-Loire blanc ; Maine-et-Loire rosé ; Maine-et-Loire rouge ;
- IGP Volailles de Janzé ; Volailles de Loué ; Volailles du Maine ; Volailles d’Ancenis ; Œufs de Loué.

#### Industrie et services
Dans le secteur de la thermoplastie, la société Trioplast SMS emploie 104 salariés en 2009. L'entreprise SIERA, spécialisée en confection et fabrication d'ensemble de chaudronnerie pour l'agroalimentaire, emploie 38 personnes en 2010. L'entreprise la plus importante, Sotira 49, employait en 2011 entre 210 et 230 salariés, soit près de la moitié de l'emploi industriel de la ville. Mi-2012, l'entreprise annonce sa fermeture pour la fin de l'année, provoquant le départ des 214 salariés.
Dans le secteur de la construction, l'entreprise Construction du Haut-Anjou emploie 29 personnes en 2009. Dans la vente, parmi les plus gros employeurs, l'enseigne Super U emploie 55 salariés et l'entreprise Meubles Pascal en emploie 19 en 2010.
Le projet d'un parc éolien dans la zone des Halleries est évoqué depuis 2003, mais les contraintes liées au patrimoine construit et au centre d'entraînement de chevaux de course ont longtemps ralenti son développement. Une enquête publique est finalement ouverte pour six éoliennes de 2,35 MW chacune en septembre 2016, en parallèle d'une opération de financement participatif sur la plateforme Lendosphere.

#### Tourisme

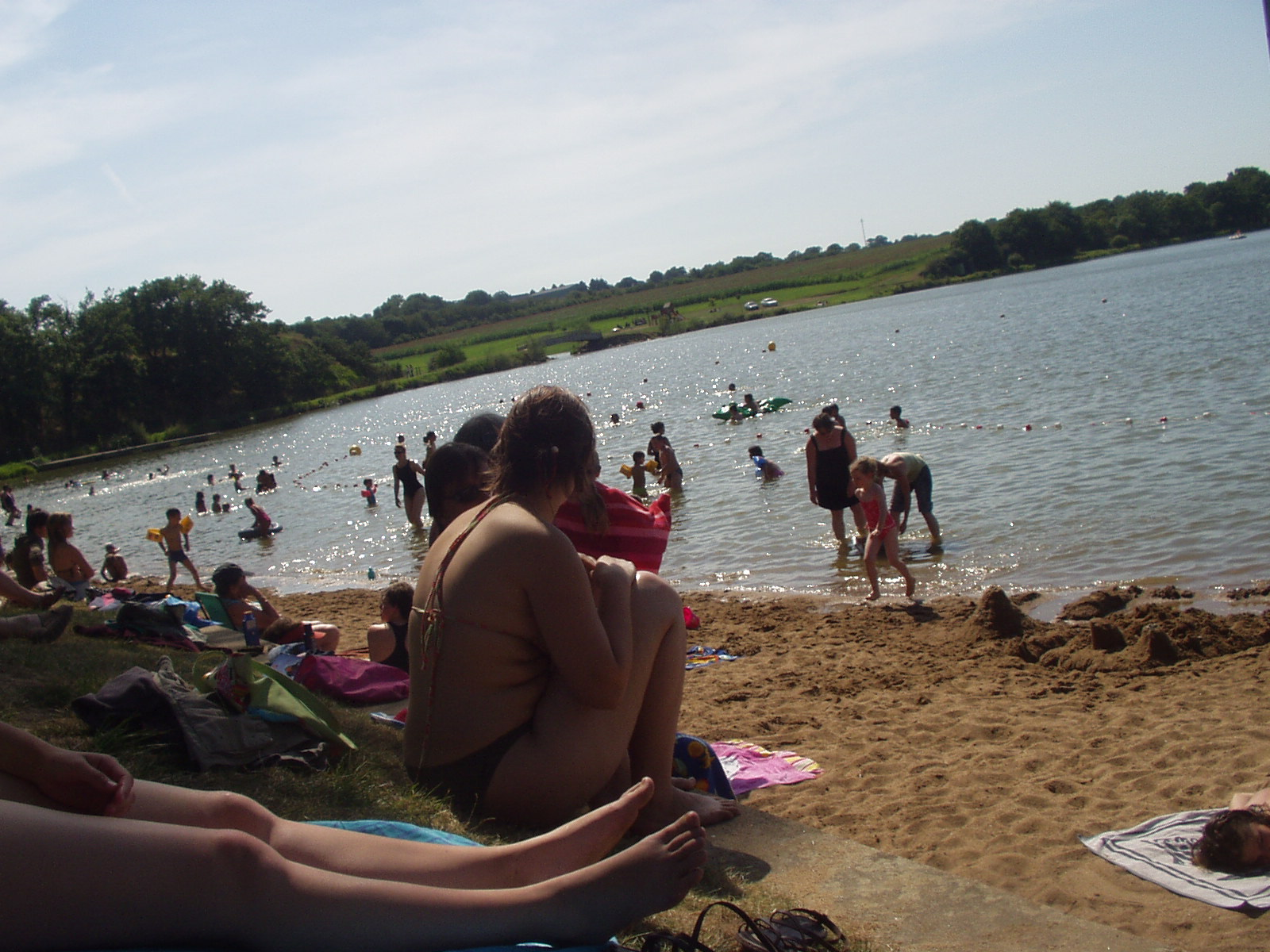
Plage Saint-Aubin, à Pouancé.

La promotion du territoire est gérée par l'Anjou Bleu du Pays segréen. La communauté de communes Pouancé-Combrée à compétence sur les sentiers de randonnée, dont deux s'établissent sur la commune.
Le Syndicat d'initiative du Pouancéen anime par des événements et des randonnées à thème tout le canton de Pouancé. La ville possède une zone de baignade à l'étang Saint-Aubin qui dispose d'une base de loisirs nautiques (pédalos). La municipalité gère également le camping ** « La Roche Martin », de 41 emplacements en bordure de la plage.
La ville dispose d'un hôtel-restaurant, « la Porte angevine », d'une capacité de 19 chambres, ainsi qu'un ensemble de gîtes et chambres d'hôtes, « La Saulnerie ». La commune a obtenu deux fleurs au concours des villes et villages fleuris.

## Patrimoine historique et culture locale

### Monuments classés et protections

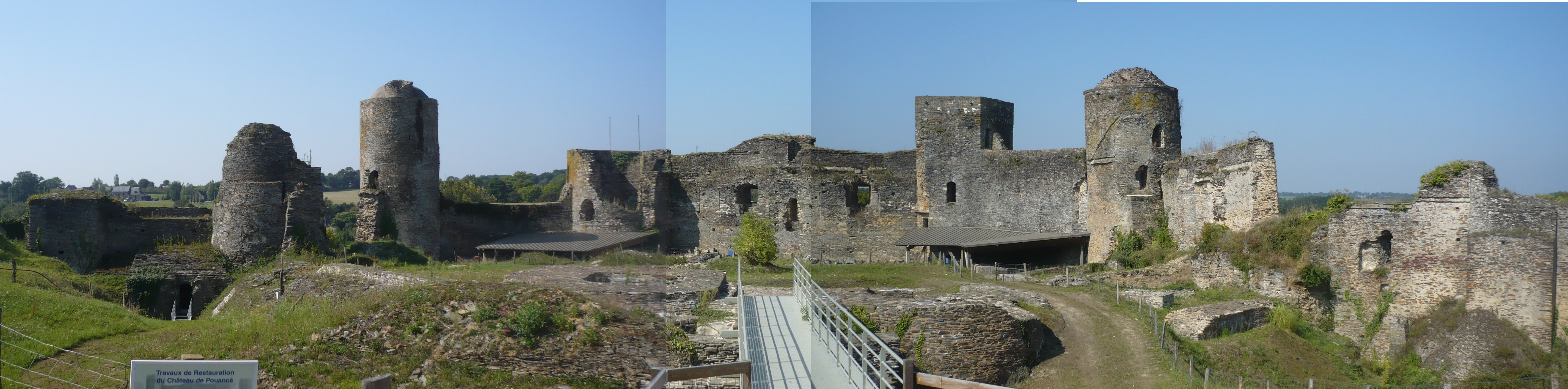
Panoramique intérieur du Château médiéval.

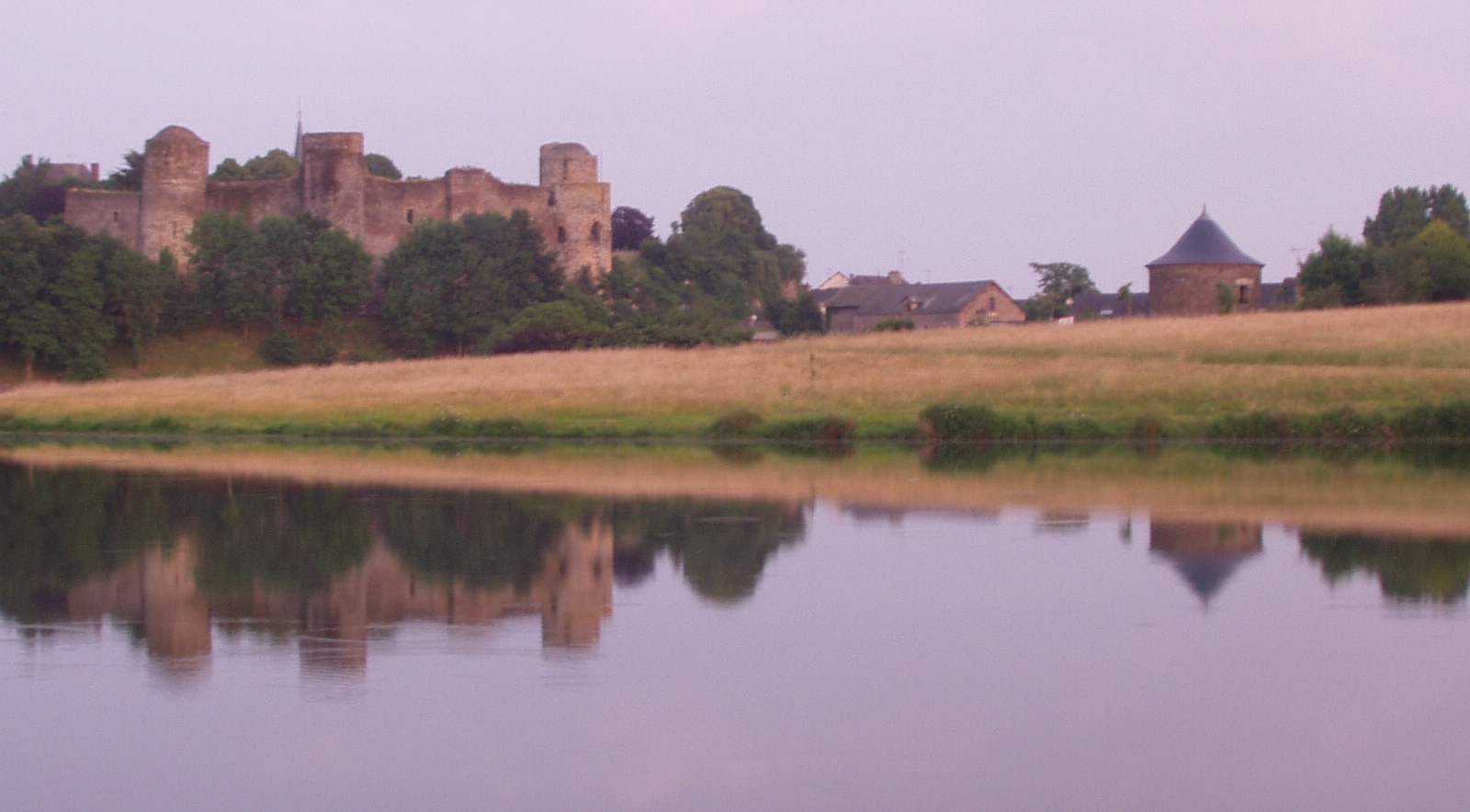
Vue du château médiéval de Pouancé et du pigeonnier seigneurial (droite).

Pouancé recèle 55 sites inscrits à l'Inventaire général du patrimoine culturel, dont quatre sont inscrits et un classé :
Le château médiéval de Pouancé, classé monument historique en 1926 est une forteresse médiévale des XIIe et XVe siècles. Il est assiégé à plusieurs reprises pendant la guerre de Cent Ans et devient une forteresse de premier plan à la fin du XVe siècle, lors du conflit entre le royaume de France et le duché de Bretagne. Ruiné, il fait l’objet d’un classement au titre des monuments historiques depuis le 7 juillet 1926 et est ouvert au public en saison estivale.
La tour de l'Horloge, ou « Porte angevine », inscrite en 1929, est une des trois portes de la ville médiévale d'origine, et la seule aujourd'hui subsistante. Elle se compose de deux tours encadrant un passage charretier voûté. Elle aurait été construite entre la seconde moitié du XIVe et le XVe siècle ,.
L'ancien pigeonnier seigneurial et l'ancien grenier à sel ont été inscrits en 1996. La commune possède également une ZPPAUP, créée en 2008.

### Autres monuments

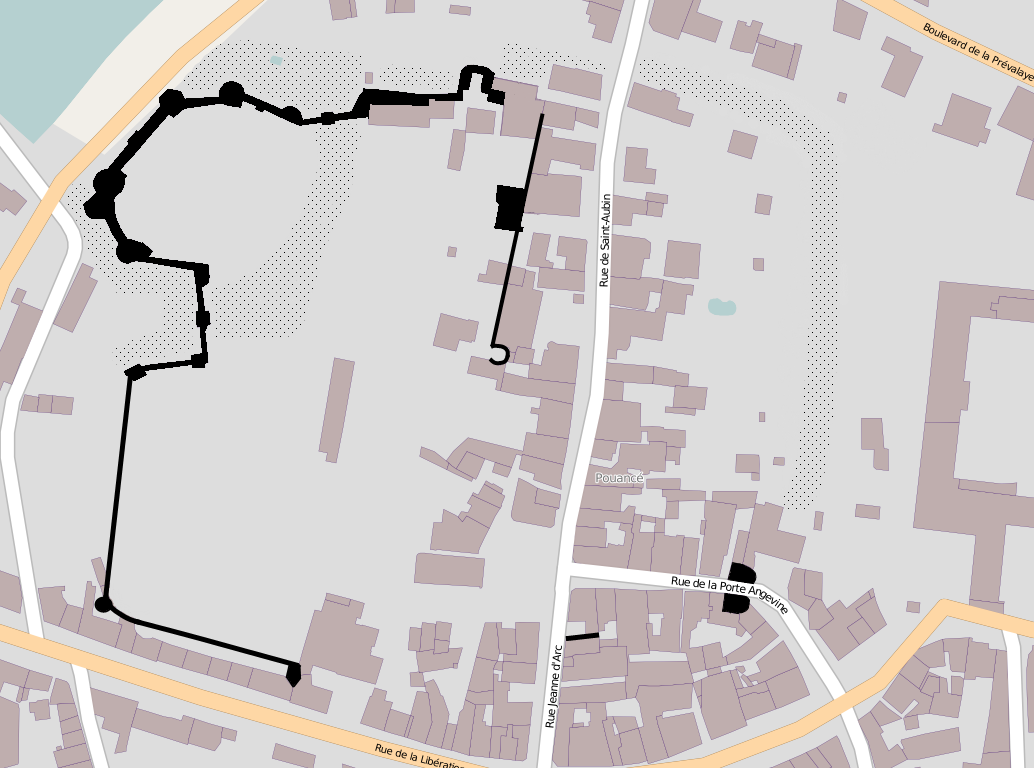
Vestiges de l'enceinte médiévale (en noir) et des fossés subsistants (en pointillé).

Outre les quatre monuments protégés, Pouancé possède de nombreux sites recensés à l'inventaire général du patrimoine culturel.

#### Enceinte médiévale
Ville close de l'Anjou, Pouancé s'établit derrière un système de fortifications mis en place entre le XIVe et le XVe siècle. L'enceinte comportait quatre portes et plusieurs tours. Une partie des fortifications ont été détruites aux XIXe siècle mais d'importants vestiges subsistent toujours.
L'enceinte médiévale longeait l’actuelle avenue de la Libération et revenait en direction de la Porte Angevine. Elle descendait l’arrière de la rue Saint-Aubin pour revenir vers le château et clore la ville. Quatre portes permettaient l’accès à celle-ci : la porte Angevine, la porte Saint-Aubin au contrebas de la rue Saint-Aubin, la porte de la Madeleine qui assurait un passage entre l’actuelle avenue de la Libération et la place du Guesclin, et la tour Porche, qui assurait le passage entre le bourg et la basse-cour du château. Seule cette dernière et la porte Angevine sont encore visibles. La porte de la Madeleine fut abattue en 1808 et la porte Saint-Aubin en 1845.

#### Châteaux et manoirs
Le château de Tressé est commandé en 1845 à l'architecte Liberge par Joseph-Marthe, marquis de Preaulx. Sa construction est achevée dès 1848. L'édifice se constitue d'un corps principal constitué d'un soubassement, d'un rez-de-chaussée, d'un entresol, d'un premier étage et de deux étages de combles. La façade nord possède trois avant-corps (un central et deux latéraux) qui se retrouvent de façon plus saillante sur la façade sud. Chaque façade, nord et sud, compte une cinquantaine de fenêtres. Le château se situe dans un parc à l'anglaise dessiné par le paysagiste Jolly.
Le château de Dangé, datant du XVe siècle et repris au XIXe siècle, se constitue d'un corps de logis centrale dont la porte sur perron se trouve encadrée par deux tourelles à encorbellement placé à l'étage, d'un bow-window et d'une lucarne-pignon ornée des armes de la famille de Villoutreys. Le corps principal est flanqué de deux ailes, plus une troisième à l'ouest.
Le château de Vengeau date probablement du XVIe siècle avec une importante rénovation au XIXe siècle. Il se compose d'un corps central flanqué d'un corps principal à gauche et d'une chapelle à droite. Le corps principal est le plus imposant, orné d'un toit en croupe établissant les combles, et flanqué de deux tourelles à encorbellement. Les combles des deux corps s'ouvrent sur six lucarnes à pignons ornées de pinacles. La chapelle possède une travée unique voûtée ouvrant sur un chevet plat dont l'ouverture est ornée d'un vitrail du XIXe siècle.

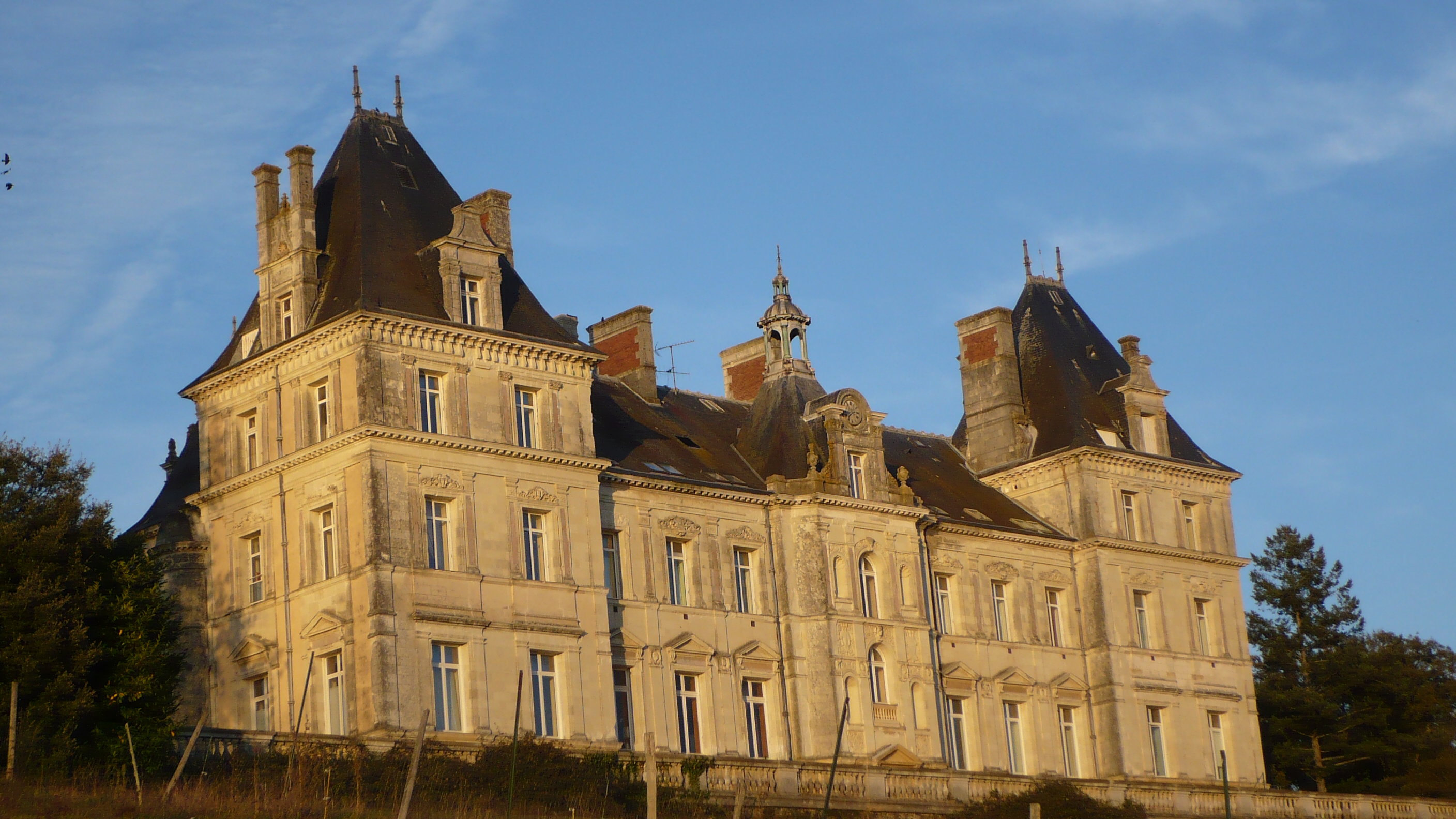
Façade sud du château de Tressé.
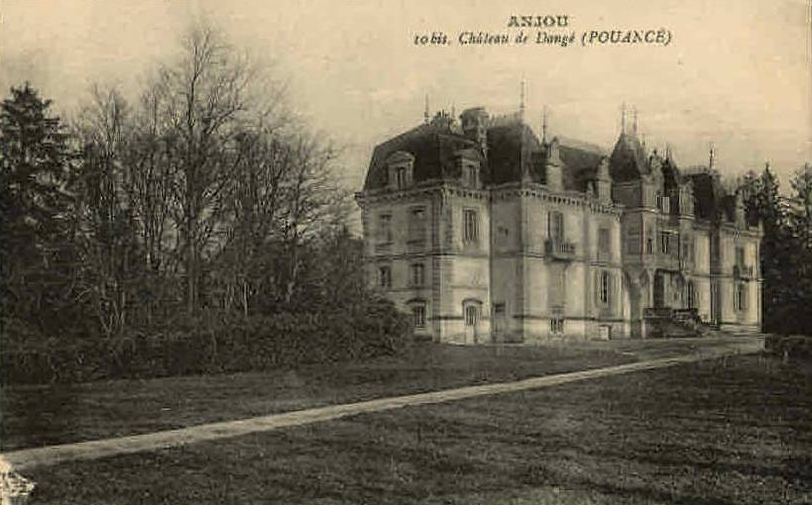
Vue de l'ouest du château de Dangé.
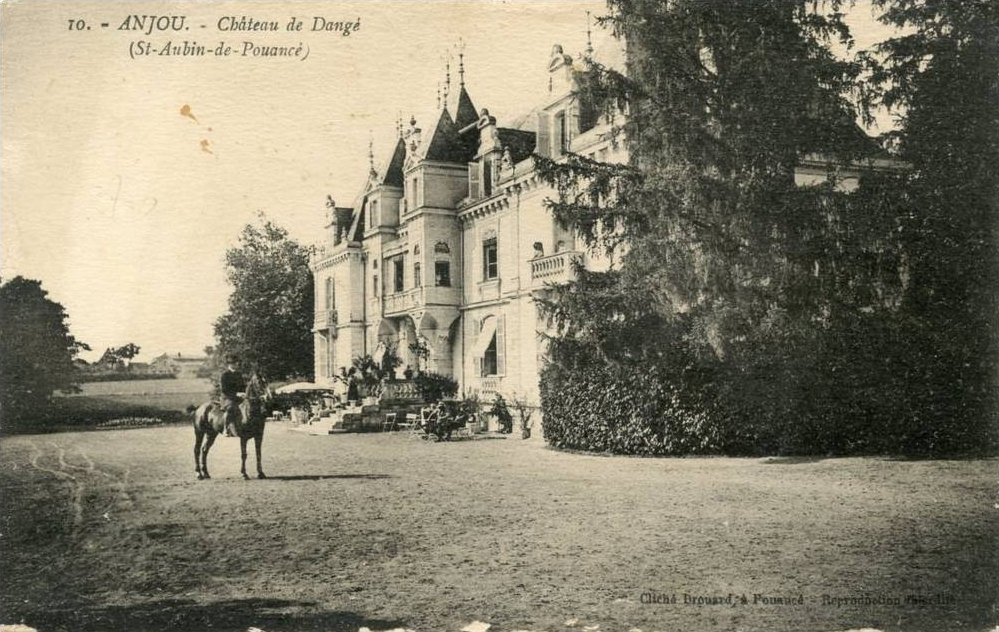
Vue de l'est du château de Dangé.
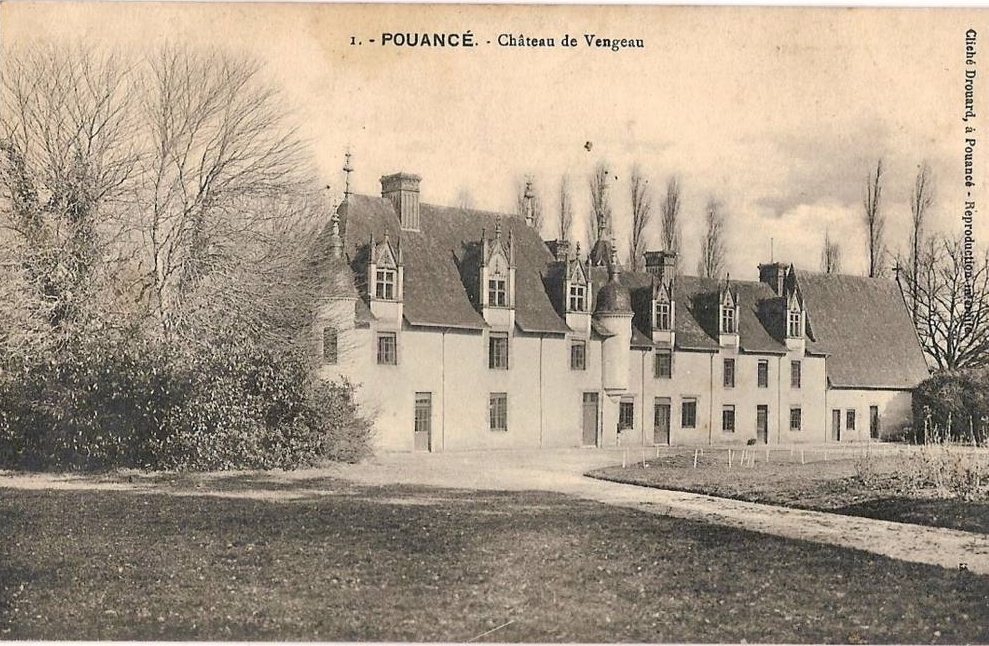
Façade du château de Vengeau.

#### Édifices religieux
L'église Saint-Aubin est l'église paroissiale d'origine de Pouancé. Elle est restaurée au XIXe siècle). Elle est construite en moellons de schiste et de grès, et contient dans un de ses contreforts, des fragments de pierre coquillière provenant d'anciens sarcophages mérovingiens. Elle contient à l'intérieur des retables du XVIIIe siècle, et sur son parvis se trouve une croix en schiste du XVe siècle avec un Christ monolithe.
L'église de La Madeleine actuelle date du XIXe siècle. La chapelle romane d'origine, datant des environs de 1094, menace ruine au XIXe siècle et est alors entièrement reconstruite en 1819-1820 dans un style néo-gothique sur les plans de l'architecte Duvêtre. Elle est constituée d'un clocher-porche qui s'ouvre sur une nef de cinq travées à deux bas-côtés. La voûte est en plein cintre, et retombe sur des piliers carrés flanqués de colonnes. Les vitraux datent du XXe siècle, et un d'entre eux a été réalisé par le maître-verrier Gabriel Loire, natif de la commune.
Deux châteaux possèdent leur chapelle privée : le château de Tressé (chapelle du XIXe siècle) et le château du Vengeau (chapelle du XVIe siècle).

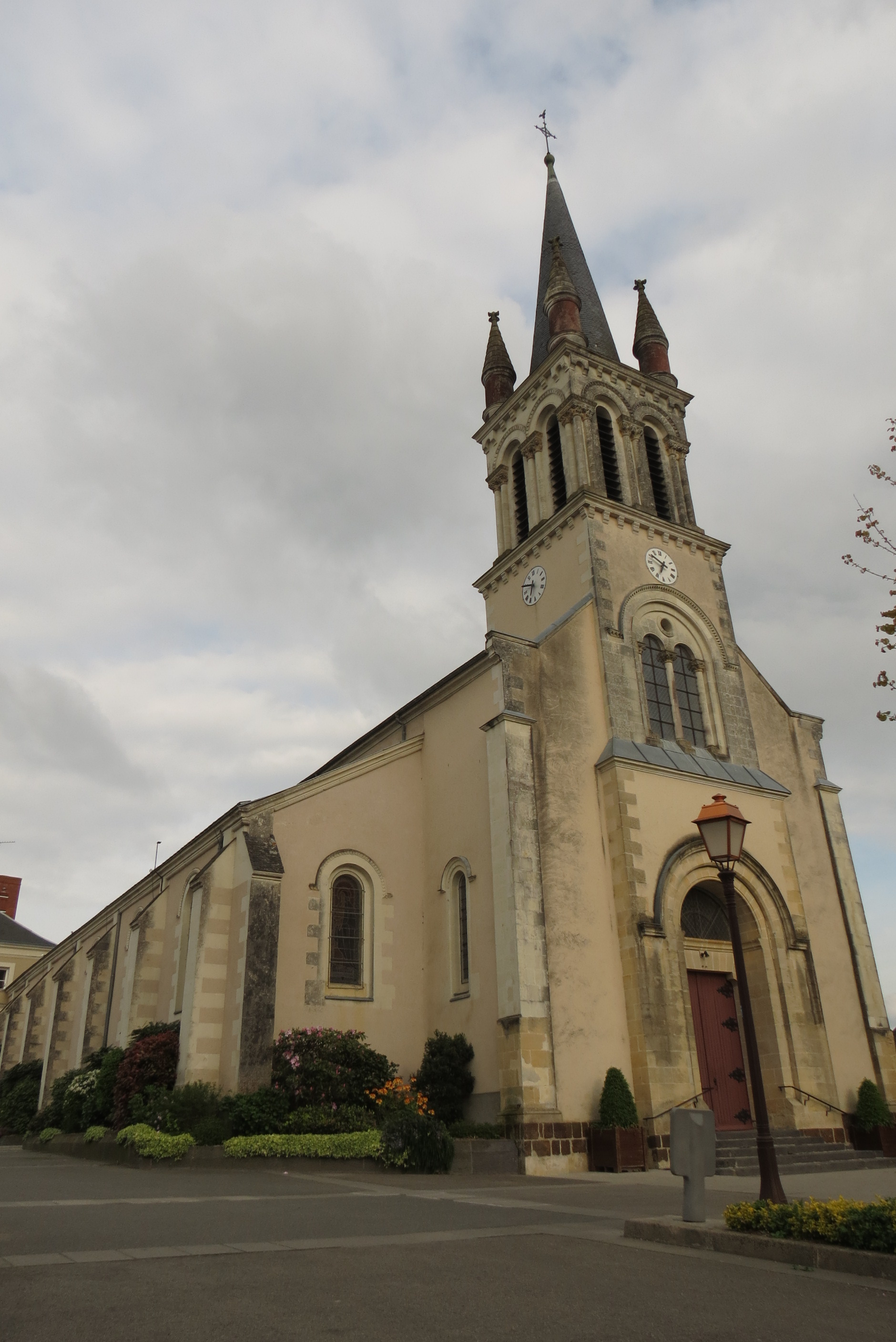
Façade de l'église de la Madeleine.
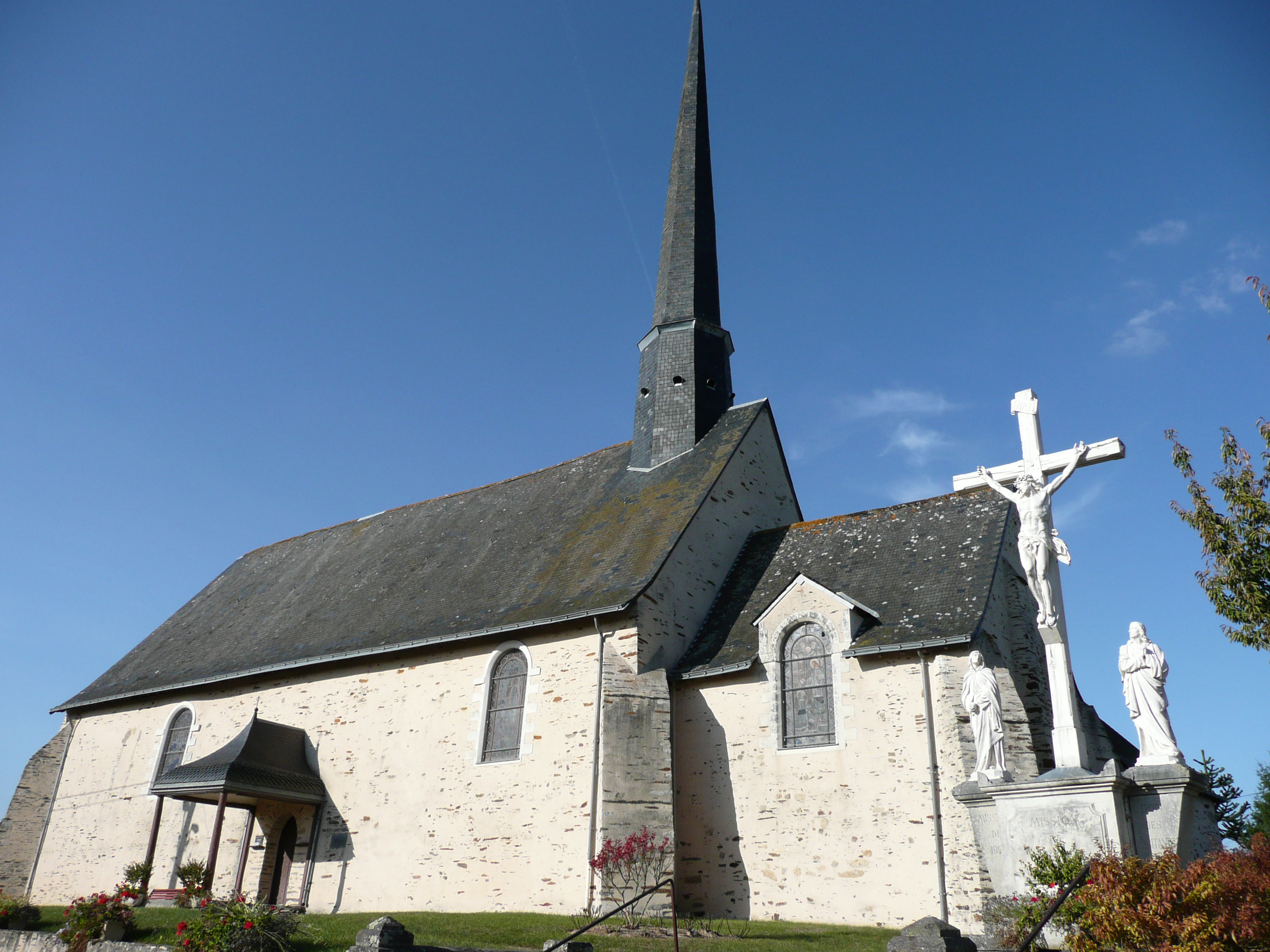
Vue de l'église Saint-Aubin de Pouancé.
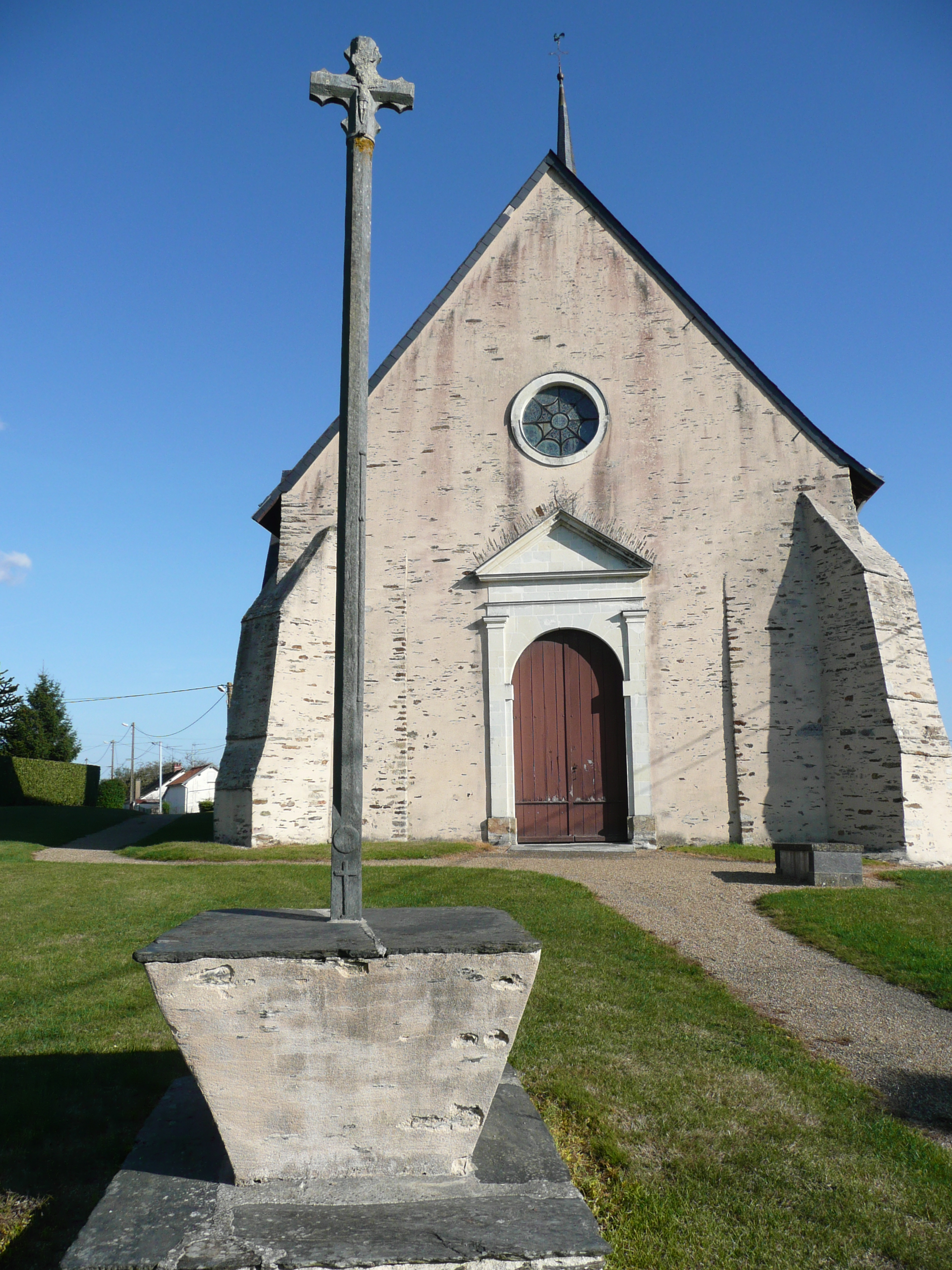
Portail et croix de schiste de l'église de Saint-Aubin.
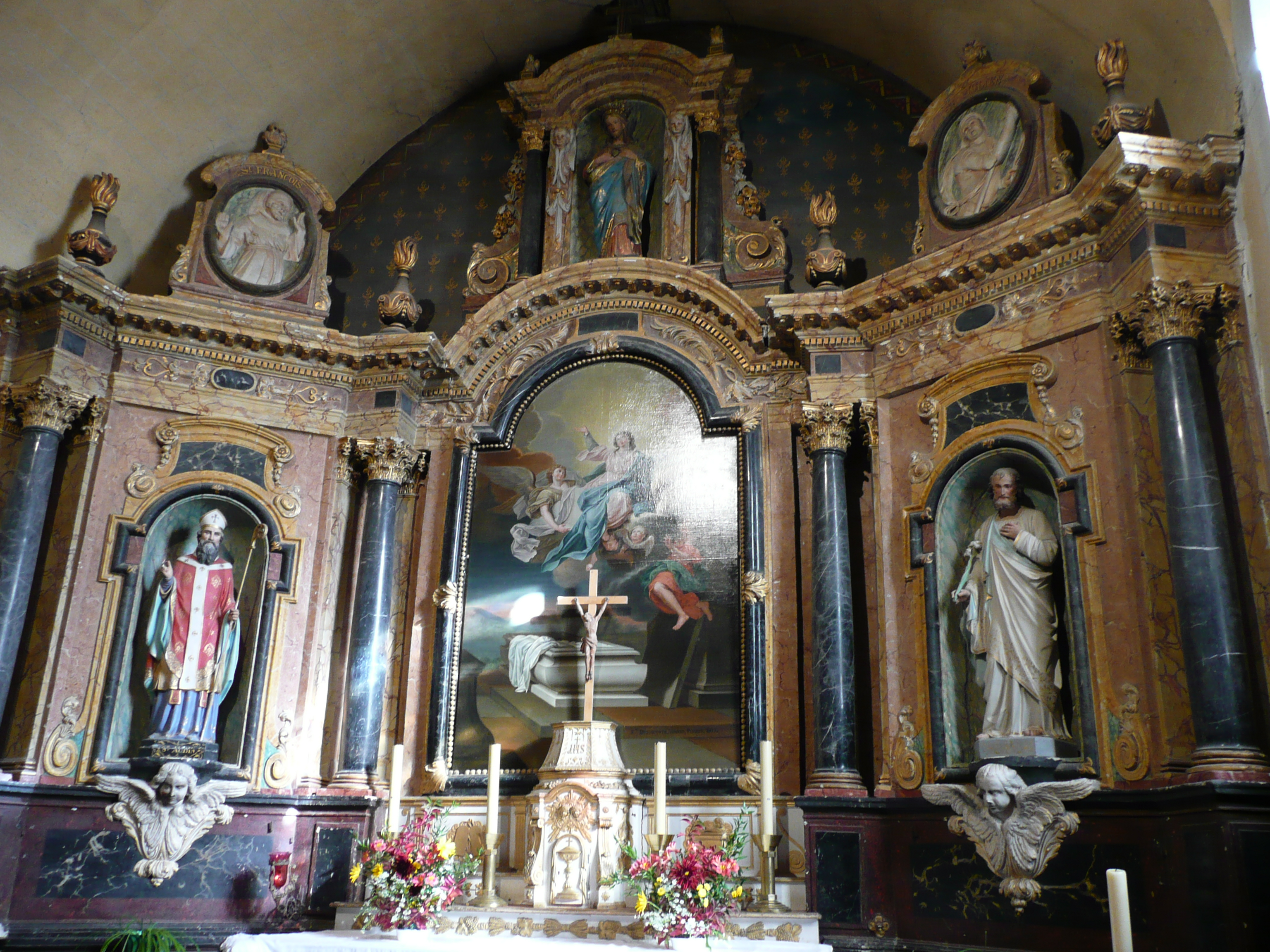
Retable de l'église Saint-Aubin.

#### Édifices civils
Le Grand Moulin est un moulin à eau construit en 1854 sur un lieu exploité depuis le Moyen Âge. Une turbine hydraulique y est installée à partir de 1911. Le moulin cesse son activité en 1982. Les machineries sont encore en place. Le bâtiment est désaffecté et mis en vente en juin 2011. Un incendie le détruit le 18 octobre 2018.
Une maison à pignon, faite de schiste avec un toit en coyau, qui daterait probablement du XVIe siècle, est visible sur la place Du Guesclin. Le pignon en pierre a depuis été couvert d'enduit. À la droite de celle-ci se tient la maison dite « du Bailli », datant de la seconde moitié du XVIe siècle. Elle présente une façade à un étage couverte par un toit à croupes. Une tour d'escalier à vis, couverte d'un toit en poivrière, occupe la façade arrière,.

### Collection Bessière
La collection Bessière est le nom donné aux objets légués par Louis Bessière à sa mort à la mairie de Pouancé.
Elle comporte notamment 154 assiettes du XVIIIe au XIXe siècle, 116 Vierges à l’enfant du XVIIIe au XXe siècle, ainsi que de nombreux objets religieux, civils ou traditionnels, des tableaux, tapisseries, mobilier et costumes traditionnels.
Une partie de sa collection peut être aperçue dans le hall de l’actuelle mairie, et la plus grande partie est exposée lors de manifestations comme les journées européennes du patrimoine.

### Personnalités liées à la commune
- Thibaud de Pouancé, évêque de Dol de 1280 à 1301 et conseiller du Roi.
- Bertrand Du Guesclin, devint propriétaire du château en septembre 1379.
- Jean II d'Alençon, seigneur de Pouancé.
- La famille de Cossé-Brissac, propriétaire de la baronnie de Pouancé.
- La famille de Preaulx, à l'origine de la construction du château de Tressé, et dont un des membres fut maire de la commune.
- La famille de Rougé, anciens propriétaires du château de Tressé.
- Yves Robert, cinéaste, a vécu une partie de son enfance dans la commune.
- Gabriel Loire, artiste français, surtout connu pour ses vitraux.
- Henri Godivier, architecte de nombreuses villas balnéaires de La Baule et à Pornichet.

### Dans la culture populaire
René Bazin, dans son livre « Ma tante Giron » paru en 1885, place une partie de son histoire à Pouancé. Il décrit le bourg et la géographie:
« Pouancé, le bourg le plus arrosé de l’Anjou, pour qui les Grecs, s’ils l’avaient connu, eussent tiré de l’écrin quelque bel adjectif signifiant : « où l’eau abonde ». Des collines sans noms qui l’avoisinent, que de sources descendent qui ont de jolis noms : la Ceriselaie, les Soucis,
les Écrevisses, ou encore les Senonnettes et la Boire d’Anjou, affluent du Sémelon, sans parler de l’Araize et de la Verzée, de vraies rivières, qui sont reines dans ce peuple de ruisselets. Comme tout cela chante dans les prés, et comme les prés sont verts ! »
Le livre de Pierre Froger, « Autrefois chez nous », raconte les souvenirs d'enfances de l'auteur, notamment sa vie dans le Pouancé des années 1920.
Un roman de la série de la Bibliothèque verte, Le Revenant de la Tour Bertrande, écrit par Odette Sorensen, s'inspire de la légende de la Dame Blanche du château de Pouancé. Dans ce roman, les 4 filles du Carré d'As se rendent au château de Louancy, où le fantôme de la « Dame Grise » hante les ruines à la nuit tombée. Dans l'histoire, le château de Louancy est restauré par des équipes de jeunes garçons, tout comme le château de Pouancé à l'époque. Odette Sorensen remercie d'ailleurs « Louis Bessière, [et] les jeunes gens qui me guidèrent dans les ruines un peu différentes de celles de Louancy ».
Pouancé apparaît sur le coffret 2 DVD de « La Caravane des Enfoirés » de 2007. Le logo des Restos du Cœur apparait en blanc sur un fond de carte routière rouge. La commune de Pouancé, ainsi que de Châteaubriant se trouvent à l'intérieur du cœur du logo.
En 2006, Pierre Péan publie « L'accordéon de mon père », qui retrace l'histoire d'Édouard Péon, son oncle, tué au Chemin des Dames en 1917. Originaire de Saint-Michel-et-Chanveaux, une partie de l'histoire mentionne Pouancé. Il évoque le lieu-dit des Bourbiers:
« Nous arrivâmes dans la jolie petite cité de Pouancé. Nous habitions à quatre dans une seule pièce, au bord de l'étang, à l'ombre des tours et des murailles du vieux château féodal, parsemées de giroflées [...]. »

### Blasonnement et logotype
| Armes de Pouancé | Elles peuvent se blasonner ainsi aujourd’hui : Écartelé, au premier et au quatrième d'or au pal de sinople, au deuxième et au troisième de sinople à la barre d'or. |

| Logo de Pouancé | Il représente son monument phare, le château médiéval, et reprend les couleurs de la ville, le vert symbolisant la terre et le jaune le soleil. Le bleu représente l'étang de Pouancé qui borde le pied des tours du château. Le logo contient également le slogan « Pouancé, Carrefour d'énergies », faisant référence à son positionnement géographique. |

## Pour approfondir